# Liste der Baudenkmale in Ostercappeln
In der Liste der Baudenkmale in Ostercappeln sind alle Baudenkmale der niedersächsischen Gemeinde Ostercappeln aufgelistet.
Zur Gemeinde gehören die Ortschaften Ostercappeln mit Haaren, Hitzhausen, Jöstinghausen, Mönkehöfen und Nordhausen, Schwagstorf mit Driehausen sowie Venne mit Broxten, Niewedde und Vorwalde.
Die Quelle der Baudenkmale ist der Denkmalatlas Niedersachsen. Der Stand der Liste ist der 13. Dezember 2021. Die Liste ist auf Grund fehlender Aktualisierung im Niedersächsischen Denkmalatlas nicht aktuell.

## Allgemein
In den Spalten befinden sich folgende Informationen:
- Lage: die Adresse des Baudenkmales und die geographischen Koordinaten. Kartenansicht, um Koordinaten zu setzen. In der Kartenansicht sind Baudenkmale ohne Koordinaten mit einem roten Marker dargestellt und können in der Karte gesetzt werden. Baudenkmale ohne Bild sind mit einem blauen Marker gekennzeichnet, Baudenkmale mit Bild mit einem grünen Marker.
- Bezeichnung: Bezeichnung des Baudenkmales
- Beschreibung: die Beschreibung des Baudenkmales. Unter § 3 Abs. 2 NDSchG werden Einzeldenkmale und unter § 3 Abs. 3 NDSchG Gruppen baulicher Anlagen und deren Bestandteile ausgewiesen.
- ID: die Objekt-ID des Baudenkmales
- Bild: ein Bild des Baudenkmales, ggf. zusätzlich mit einem Link zu weiteren Fotos des Baudenkmals im Medienarchiv Wikimedia Commons. Wenn man auf das Kamerasymbol klickt, können Fotos zu Baudenkmalen aus dieser Liste hochgeladen werden:

## Ostercappeln

### Gruppe: Katholische Kirche mit Kirchhof und Randbebauung
Die Gruppe „Katholische Kirche mit Kirchhof und Randbebauung“ umfasst einen wesentlichen Teil des Ortszentrums von Ostercappeln und hat die ID 47057461.

| Lage                                         | Bezeichnung         | Beschreibung | ID       | Bild           |
| -------------------------------------------- | ------------------- | --- | -------- | -------------- |
| Kirchplatz 52° 20′ 41″ N, 8° 13′ 30″ O       | Kirche              | Die katholische St.-Lambertus-Kirche mit Kirchhof und Randbebauung ist denkmalgeschützt.                                                                             | 48247791 | Weitere Bilder |
| Kirchplatz 1 52° 20′ 39″ N, 8° 13′ 27″ O     | Wohnhaus            | Das eingeschossige Pfarrhaus mit Portikus und darüberliegendem Zwerchgiebel steht unter einem Mansardwalmdach mit Drempel.                                           | 48247915 | BW             |
| Kirchplatz 2 52° 20′ 39″ N, 8° 13′ 28″ O     | Wohnhaus            | Das zweigeschossige verputzte Wohngebäude unter einem Satteldach wurde um 1910 errichtet.                                                                            | 48248029 |                |
| Kirchplatz 3 52° 20′ 40″ N, 8° 13′ 28″ O     | Wohnhaus            | Das eingeschossige Doppelwohnhaus mit Zwerchhäusern wurde 1870 unter einem Satteldach errichtet.                                                                     | 48248083 |                |
| Kirchplatz 5 52° 20′ 41″ N, 8° 13′ 28″ O     | Wohnhaus            | Das eingeschossige Gemeindehaus wurde 1835 unter einem Walmdach errichtet.                                                                                           | 48248145 | BW             |
| Kirchplatz 6 52° 20′ 40″ N, 8° 13′ 31″ O     | Wohn-/Geschäftshaus | Das zweigeschossige verputzte Wohn- und Geschäftshaus wurde um 1900 unter einem Walmdach errichtet.                                                                  | 48248192 | BW             |
| Kirchplatz 7 52° 20′ 39″ N, 8° 13′ 31″ O     | Wohnhaus            | Das zweigeschossige verputzte Fachwerkgebäude wurde um 1850 unter einem Satteldach errichtet.                                                                        | 48248264 | BW             |
| Kirchplatz 8 52° 20′ 38″ N, 8° 13′ 30″ O     | Wohnhaus            | Das zweigeschossige verputzte Fachwerkgebäude auf einem hohen Kellergeschoss wurde um 1880 unter einem Satteldach errichtet.                                         | 48248383 | BW             |
| Kirchplatz 9 52° 20′ 38″ N, 8° 13′ 30″ O     | Wohnhaus            | Das eingeschossige verputzte Fachwerkgebäude auf einem hohen Kellergeschoss wurde um 1870 unter einem Satteldach errichtet und war als Mädchenschule genutzt worden. | 48248452 |                |
| Kirchplatz 10 52° 20′ 38″ N, 8° 13′ 28″ O    | Wohn-/Geschäftshaus | Das zweigeschossige verputzte Fachwerkgebäude wurde um 1880 unter einem Krüppelwalmdach errichtet.                                                                   | 48248743 | BW             |
| Kirchplatz 11 52° 20′ 38″ N, 8° 13′ 27″ O    | Wohn-/Geschäftshaus | Das zweigeschossige verputzte Fachwerkgebäude wurde um 1870 unter einem Satteldach errichtet.                                                                        | 48248856 | BW             |
| Bremer Straße 21 52° 20′ 38″ N, 8° 13′ 29″ O | Wohn-/Geschäftshaus | Das zwei- bis dreigeschossige Gasthaus (Wortmann) wurde um 1880 errichtet und steht auf einem massivem Sockel unter einem Walmdach.                                  | 48241602 | BW             |

### Gruppe: Ensemble Große Straße 7, Windthorststraße 1 und Windthorststraße 3
Die Gruppe „Ensemble Große Straße 7, Windthorststraße 1 und Windthorststraße 3“ umfasst eine Häuserzeile im östlichen Teil des Ortskerns von Ostercappeln und hat die ID 48242846.

| Lage                                           | Bezeichnung              | Beschreibung | ID       | Bild |
| ---------------------------------------------- | ------------------------ | --- | -------- | ---- |
| Windthorststraße 1 52° 20′ 40″ N, 8° 13′ 35″ O | Wohn-/Wirtschaftsgebäude | Das Vierständer-Hallenhaus wurde um 1800 unter einem Satteldach errichtet.                                                                                      | 48243613 | BW   |
| Windthorststraße 3 52° 20′ 39″ N, 8° 13′ 35″ O | Wohn-/Wirtschaftsgebäude | Das hallenhausähnliche Vierständergebäude wurde um 1678/1679 unter einem Satteldach errichtet. Der sog. „Hof von Clevom“ wird auch als Alte Vikarie bezeichnet. | 35476087 |      |
| Große Straße 7 52° 20′ 40″ N, 8° 13′ 33″ O     | Wohn-/Wirtschaftsgebäude | Das Vierständer-Hallenhaus wurde um 1820 auf dem Hof Johann Niewedde unter einem Satteldach errichtet. Wohn- und Wirtschaftsgiebel kragen jeweils einfach vor.  | 48243296 | BW   |
| Große Straße 7 52° 20′ 41″ N, 8° 13′ 33″ O     | Scheune                  | Die Vierständer-Scheune wurde 1678 auf dem Hof Johann Niewedde unter einem Halbwalmdach errichtet. Beide Giebel kragen jeweils einfach vor.                     | 48243336 | BW   |

### Gruppe: Gut Uhlenbrock
Die Gruppe „Gut Uhlenbrock“ umfasst die Gutsanlage und hat die ID 48268915.

| Lage                                               | Bezeichnung  | Beschreibung                                                                                                | ID       | Bild |
| -------------------------------------------------- | ------------ | --- | -------- | ---- |
| Schledehauser Straße 1 52° 20′ 21″ N, 8° 13′ 12″ O | Herrenhaus   | Das freistehende zweigeschossige Herrenhaus aus Backstein unter einem Walmdach wurde um 1900 errichtet.     | 48268988 | BW   |
| Schledehauser Straße 1 52° 20′ 20″ N, 8° 13′ 10″ O | Scheune      | Die massive Scheune aus Bruchsteinmauerwerk steht unter einem Satteldach.                                   | 48269020 | BW   |
| Schledehauser Straße 1 52° 20′ 19″ N, 8° 13′ 8″ O  | Nebengebäude | Das Nebengebäude aus Backstein unter einem Satteldach dient als Wagenschauer.                               | 51965500 | BW   |
| Schledehauser Straße 1 52° 20′ 22″ N, 8° 13′ 12″ O | Garten       | Der Garten zeigt einen bedeutenden Baumbestand und gepflegte Grünflächen. Er umgibt das gesamte Herrenhaus. | 51971038 | BW   |

### Gruppe: Hof Siekmann
Die Gruppe „Hof Siekmann“ umfasst die Hofanlage mit den Resten des Baumbestands und hat die ID 48241428.

| Lage                                   | Bezeichnung              | Beschreibung | ID       | Bild |
| -------------------------------------- | ------------------------ | --- | -------- | ---- |
| Rosental 18 52° 20′ 41″ N, 8° 13′ 9″ O | Wohn-/Wirtschaftsgebäude | Das 1802 errichtete Zweiständer-Hallenhaus steht unter einem Satteldach. Wohn- und Wirtschaftsgiebel kragen jeweils einfach vor. | 48241456 | BW   |
| Rosental 18 52° 20′ 41″ N, 8° 13′ 9″ O | Speicher                 | 1826 wurde der zweigeschossige, massive Bruchsteinspeicher unter einem Satteldach errichtet.                                     | 48241503 | BW   |

### Einzelbaudenkmale
| Lage                                             | Bezeichnung              | Beschreibung | ID       | Bild           |
| ------------------------------------------------ | ------------------------ | --- | -------- | -------------- |
| Bergstraße 52° 20′ 57″ N, 8° 13′ 23″ O           | Kapelle                  | Die Marienkapelle wurde aus Bruchstein 1856 unter einem Satteldach mit Dachreiter errichtet. Zur Kapelle gehört ein Kreuzweg, dessen Stationen 1958 erneuert und versetzt wurden.  | 48269062 | BW             |
| Bremer Straße 7b 52° 20′ 37″ N, 8° 13′ 21″ O     | Kirche                   | Die massivbau-neoromanische Pauluskirche mit Glockenturm wurde 1913 bis 1914 nach den Entwürfen des Osnabrücker Architekten Lothar Gürtler.                                        | 48241549 | Weitere Bilder |
| Bremer Straße 55 52° 20′ 34″ N, 8° 14′ 36″ O     | Wohn-/Wirtschaftsgebäude | Das Vierständer-Hallenhaus wurde 1892 als Doppelheuerhaus für den Hof Wellinghof unter einem Satteldach errichtet.                                                                 | 38691253 | BW             |
| Bremer Straße 101 52° 20′ 17″ N, 8° 12′ 50″ O    | Wohn-/Wirtschaftsgebäude | Das Zweiständer-Hallenhaus wurde 1790 als Doppelheuerhaus für den Hof Dübber, vormals Schnudde, unter einem Satteldach errichtet. Der Wirtschaftsgiebel kragt dreifach vor.        | 48232242 | BW             |
| Klosterstraße 52° 20′ 50″ N, 8° 13′ 53″ O        | Wegekreuz                | Zwischen 1850 und 1900 errichtetes Kruzifix mit Überdachung. | 48268885 | BW             |
| Nordhauser Straße 1 52° 20′ 25″ N, 8° 13′ 54″ O  | Wegekreuz                | Unter einer Trauerweide errichtetes Kruzifix mit Überdachung. | 48231695 | BW             |
| Nordhauser Straße 2 52° 20′ 21″ N, 8° 13′ 52″ O  | Wohn-/Wirtschaftsgebäude | 1799 wurde das Zweiständer-Hallenhaus als Heuerhaus für den Hof Nülle, vormals Mehring, unter einem Satteldach errichtet. Wohn- und Wirtschaftsgiebel kragen jeweils zweifach vor. | 48231754 | BW             |
| Nordhauser Straße 5 52° 20′ 13″ N, 8° 13′ 56″ O  | Wohn-/Wirtschaftsgebäude | 1773 wurde das Zweiständer-Hallenhaus als Heuerhaus für den Hof Rensmann unter einem Satteldach errichtet. Der Wirtschaftsgiebel kragt zweifach, der Wohngiebel einfach vor.       | 48232010 | BW             |
| Nordhauser Straße 10 52° 19′ 44″ N, 8° 13′ 54″ O | Wohn-/Wirtschaftsgebäude | 1884 wurde das Zweiständer-Hallenhaus als Heuerhaus für den Hof Honebrink unter einem Satteldach errichtet. Der Wohngiebel kragt zweifach vor.                                     | 47946722 | BW             |

### Ehemalige Baudenkmale
| Lage                                         | Bezeichnung              | Beschreibung | ID       | Bild |
| -------------------------------------------- | ------------------------ | --- | -------- | ---- |
| Bremer Straße 31 52° 20′ 40″ N, 8° 13′ 45″ O | Krankenhaus              | Das Krankenhaus St. Raphael wurde 1898 von Franziskanerinnen aus Thuine gegründet und als Gebäude 1909 errichtet. Wegen der Veränderungen wurde das Gebäude ab September 2024 nicht mehr im Denkmalverzeichnis geführt. | 48269062 | BW   |
| Gartenstraße 11 52° 20′ 41″ N, 8° 13′ 26″ O  | Wohn-/Wirtschaftsgebäude | 1850 wurde das Vierständer-Hallenhaus unter einem Halbwalmdach errichtet. 1999 wurde das Gebäude beseitigt, durch einen Neubau ersetzt und aus dem Denkmalverzeichnis gestrichen.                                       | 48242087 | BW   |

## Haaren

### Gruppe: Rittergut Kuhof
Die Gruppe „Rittergut Kuhof“ besteht aus dem von der Graft umgebenden Gut, das bereits seit dem 13. Jahrhundert besteht und zahlreiche Eigentümerwechsel in seiner Geschichte aufweist. Die heutige Anlage geht bis in die Mitte des 17. Jahrhunderts zurück. Die Gruppe hat die ID 47035801.

| Lage                                | Bezeichnung         | Beschreibung | ID       | Bild |
| ----------------------------------- | ------------------- | --- | -------- | ---- |
| Kuhof 3 52° 19′ 49″ N, 8° 10′ 42″ O | Gutshaus            | Das eingeschossige langgestreckte massive Gebäude wurde 1665 unter einem Walmdach errichtet.                          | 47722969 | BW   |
| Kuhof 3 52° 19′ 47″ N, 8° 10′ 41″ O | Scheune             | Die Fachwerkscheune mit zwei Quereinfahrten wurde um 1970 unter einem Satteldach errichtet.                           | 47723324 | BW   |
| Kuhof 3 52° 19′ 48″ N, 8° 10′ 40″ O | Toranlage           | Das massive verputzte Torhaus mit zwei Quereinfahrten wurde mit dem Hauptgebäude 1665 unter einem Walmdach errichtet. | 47723055 | BW   |
| Kuhof 3 52° 19′ 48″ N, 8° 10′ 40″ O | Wagenschauer/Remise | Der Wagenschauer mit zwei Quereinfahrten wurde 1850 unter einem Satteldach errichtet.                                 | 47723192 | BW   |
| Kuhof 52° 19′ 51″ N, 8° 10′ 38″ O   | Straßen             | Die Gesamtanlage wird von zentral zum Gutshaus verlaufenden Alleen durchzogen.                                        | 47035828 | BW   |
| Kuhof 52° 19′ 49″ N, 8° 10′ 44″ O   | Graft               | Die Graftanlage erfolgte im 17. Jahrhundert dreiseitig um das Gutshaus herum.                                         | 47723439 | BW   |

### Gruppe: Höfeensemble Hof Lübker, Hof Haarmann, Hof Tiemann und Hof Vornhecker
Die Hofanlagen bilden zusammen wiederum eine Gruppe. Diese Gruppe hat die ID 47085201.

### Gruppe: Hof Lübker, jetzt Bahr
Die Gruppe „Hof Lübker, jetzt Bahr“ besteht aus der Hofanlage unter einem hohen Baumbestand. Die Gruppe hat die ID 37815682.

| Lage                                      | Bezeichnung              | Beschreibung                                                                                           | ID       | Bild |
| ----------------------------------------- | ------------------------ | --- | -------- | ---- |
| Oberhaaren 15 52° 19′ 32″ N, 8° 10′ 59″ O | Wohn-/Wirtschaftsgebäude | Das Zweiständer-Hallenhaus wurde um 1750 unter einem Satteldach errichtet.                             | 37815544 | BW   |
| Oberhaaren 15 52° 19′ 32″ N, 8° 10′ 56″ O | Scheune                  | Die massive Bruchsteinscheune mit zwei Quereinfahrten wurde um 1900 unter einem Satteldach errichtet.  | 37815602 | BW   |
| Oberhaaren 15 52° 19′ 33″ N, 8° 10′ 58″ O | Stall                    | Der massive Bruchsteinstall wurde um 1900 unter einem Satteldach errichtet.                            | 37815576 | BW   |
| Oberhaaren 15 52° 19′ 33″ N, 8° 10′ 57″ O | Speicher                 | 1850 wurde der zweigeschossige Fachwerkspeicher unter einem Satteldach errichtet.                      | 37815623 | BW   |
| Oberhaaren 15 52° 19′ 31″ N, 8° 10′ 58″ O | Einfriedung              | Die Hofanlage ist im Süden und Südwesten durch eine Bruchsteinmauer aus der Zeit um 1900 eingefriedet. | 47737972 | BW   |

### Gruppe: Hof Haarmann
Die Gruppe „Hof Haarmann“ (Oberhaaren 17) besteht aus einem 1821 errichteten Zweiständer-Hallenhaus als Wohn-/Wirtschaftsgebäude mit dreimal vorkragenden Wohn- und Wirtschaftsgiebel, einem modernen Wohnhaus von 1970, einer Bruchsteinscheune und einem Bruchsteinstall, jeweils um 1900 entstanden, sowie einem Wagenschauer mit drei Quereinfahrten aus Fachwerk um 1900. Wegen der baulichen Veränderungen wurde die Gruppe 1994 insgesamt aus dem Denkmalverzeichnis gestrichen. Sie trug die ID 47085245.

### Gruppe Hof Tiemann, vormals Dröge
Die Gruppe „Hof Tiemann, vormals Dröge“ besteht aus der Hofanlage mit einem geringen Baumbestand. Die Gruppe hat die ID 47085283.

| Lage                                         | Bezeichnung              | Beschreibung | ID       | Bild |
| -------------------------------------------- | ------------------------ | --- | -------- | ---- |
| Oberhaaren 21 52° 19′ 29″ N, 8° 11′ 2″ O     | Wohn-/Wirtschaftsgebäude | Das Zweiständer-Hallenhaus wurde 1727 unter einem Satteldach errichtet und 1856 umgebaut. Wohn- und Wirtschaftsgiebel kragen jeweils dreifach vor. | 47739214 | BW   |
| Oberhaaren 21 52° 19′ 30″ N, 8° 11′ 1″ O     | Scheune                  | Die Fachwerkscheune wurde 1707 mit einer Querdurchfahrt unter einem Satteldach errichtet.                                                          | 47739404 | BW   |
| Oberhaaren 21 52° 19′ 30″ N, 8° 11′ 3″ O     | Stall                    | Der Fachwerkstall wurde 1871 unter einem Satteldach errichtet.                                                                                     | 47752991 | BW   |
| Oberhaaren 19 52° 19′ 30″ N, 8° 11′ 1″ O     | Speicher                 | Der zweigeschossige Fachwerkspeicher wurde 1835 unter einem Satteldach errichtet.                                                                  | 47752878 | BW   |
| Oberhaaren 19, 21 52° 19′ 29″ N, 8° 11′ 1″ O | Einfriedung              | Die Bruchsteinmauer im Westen der Hofanlage wurde im 19. Jahrhundert errichtet.                                                                    | 47753534 | BW   |

### Gruppe: Hof Lammerding
Die Gruppe „Hof Lammerding“ ist eine kleine Hofanlage aus dem 19. Jahrhundert. Die Gruppe hat die ID 47723901.

| Lage                                        | Bezeichnung              | Beschreibung | ID       | Bild |
| ------------------------------------------- | ------------------------ | --- | -------- | ---- |
| Niederhaaren 11 52° 19′ 36″ N, 8° 11′ 30″ O | Wohn-/Wirtschaftsgebäude | Das Zweiständer-Hallenhaus wurde 1846 unter einem Satteldach errichtet. Der Wirtschaftsgiebel kragt zweifach, der Wohngiebel dreifach vor. Traufseitig findet sich ein Stallanbau. | 47728983 | BW   |
| Niederhaaren 11 52° 19′ 35″ N, 8° 11′ 29″ O | Scheune                  | Die Fachwerkscheune mit Querdurchfahrt wurde 1806 oder 1816 unter einem Satteldach errichtet. Ein Giebel kragt vierfach, der andere einfach vor.                                   | 47729345 | BW   |
| Niederhaaren 11 52° 19′ 35″ N, 8° 11′ 29″ O | Speicher                 | Der zweigeschossige Fachwerkspeicher wurde 1809 unter einem Satteldach errichtet.                                                                                                  | 47729599 | BW   |

### Gruppe: Hof Vornhecker
| Lage                                      | Bezeichnung | Beschreibung                                                                            | ID       | Bild |
| ----------------------------------------- | ----------- | --------------------------------------------------------------------------------------- | -------- | ---- |
| Oberhaaren 34 52° 19′ 30″ N, 8° 10′ 59″ O | Speicher    | 1800 wurde der anderthalbgeschossige Fachwerkspeicher unter einem Satteldach errichtet. | 47754465 | BW   |
| Oberhaaren 34 52° 19′ 30″ N, 8° 10′ 59″ O | Einfriedung | Die Einfriedung aus Bruchstein wurde im 19. Jahrhundert errichtet.                      | 47754652 | BW   |

### Einzeldenkmale
| Lage                                             | Bezeichnung              | Beschreibung | ID       | Bild |
| ------------------------------------------------ | ------------------------ | --- | -------- | ---- |
| Dübberort 12 52° 19′ 15″ N, 8° 12′ 14″ O         | Wohn-/Wirtschaftsgebäude | 1842 wurde das hallenhausähnliche Fachwerkgebäude unter einem Satteldach auf dem Hof Osthaar (vormals Osthave) errichtet. Das Gebäude ist mit Bruchstein verkleidet.                               | 47715297 | BW   |
| Hitzhauser Straße 19 52° 20′ 26″ N, 8° 14′ 50″ O | Wohn-/Wirtschaftsgebäude | 1825 wurde das Vierständerhaus unter einem Satteldach als Heuerhaus für Hof Wellinghof errichtet.                                                                                                  | 48231397 | BW   |
| Hitzhauser Straße 52° 20′ 22″ N, 8° 14′ 26″ O    | Wegekreuz                | 1870 wurde hier eine Hainbuchenlaube angelegt, in dessen Mitte ein Kruzifix steht. Das heutige Kruzifix ist ein Replikat des mittlerweile in der örtlichen Lambertuskirche aufgehängten Originals. | 48231530 | BW   |
| Niederhaaren 3 52° 19′ 53″ N, 8° 11′ 49″ O       | Wohn-/Wirtschaftsgebäude | 1833 wurde das Zweiständer-Hallenhaus unter einem Satteldach als Heuerhaus für den Hof Lammerding, jetzt Thiemann, errichtet. Der Wirtschaftsgiebel kragt dreifach, der Wohngiebel zweifach vor.   | 47713733 | BW   |
| Oberhaaren 9 52° 19′ 47″ N, 8° 11′ 0″ O          | Wohn-/Wirtschaftsgebäude | 1771 wurde das Zweiständer-Hallenhaus unter einem Satteldach für den Hof Evers Wissmann, vormals wohl für Meyer, errichtet. Der Wirtschaftsgiebel kragt zweifach, der Wohngiebel einfach vor.      | 41061304 | BW   |

### Ehemalige Baudenkmale
| Lage                                               | Bezeichnung              | Beschreibung | ID       | Bild |
| -------------------------------------------------- | ------------------------ | --- | -------- | ---- |
| Alter Schulweg 10 52° 19′ 52″ N, 8° 11′ 36″ O      | Wohn-/Wirtschaftsgebäude | 1752 wurde das Zweiständer-Hallenhaus unter einem Satteldach als Heuerhaus für den Hof Holtmann, jetzt Koke, errichtet. Durch die umfangreichen Veränderungen wurde das Gebäude 2003 aus dem Denkmalverzeichnis gestrichen wurde.                       | 47714542 | BW   |
| Bremer Straße 122 52° 20′ 5″ N, 8° 11′ 28″ O       | Hofanlage                | 1824 wurde das Vierständer-Hallenhaus unter einem Satteldach auf dem Hof Eillert errichtet. Durch die umfangreichen Veränderungen wurde das Gebäude ab 2013 nicht mehr im Denkmalverzeichnis geführt.                                                   | 47714981 | BW   |
| Oberhaaren 52° 19′ 33″ N, 8° 10′ 52″ O             | Wegekapelle              | Für den Hof Klecker nach 1945 unter einem Satteldach errichtete massive Wegekapelle. Durch die Veränderungen wurde das Gebäude ab 1986 nicht mehr im Denkmalverzeichnis geführt.                                                                        | 47736551 | BW   |
| Schledehauser Straße 4 52° 19′ 55″ N, 8° 12′ 52″ O | Wohn-/Wirtschaftsgebäude | 1766 wurde das Vierständer-Hallenhaus unter einem Satteldach auf dem Hof Bergstermann, jetzt Beckmann, errichtet. Der Wirtschaftsgiebel kragt zweifach vor. Wegen der Veränderungen wurde das Gebäude ab 1986 nicht mehr im Denkmalverzeichnis geführt. | 47730070 | BW   |

## Hitzhausen-Jöstinghausen

### Gruppe: Hof Bußmann
Die Gruppe „Hof Bußmann“ ist eine Hofanlage mit einem alten Baumbestand. Die Gruppe hat die ID 47920669.

| Lage                                          | Bezeichnung              | Beschreibung | ID       | Bild |
| --------------------------------------------- | ------------------------ | --- | -------- | ---- |
| Zum Weißen Feld 1 52° 19′ 49″ N, 8° 15′ 36″ O | Wohn-/Wirtschaftsgebäude | 1841 wurde das Zweiständer-Hallenhaus auf einem Bruchsteinsockel und unter einem Satteldach errichtet.             | 47920888 | BW   |
| Zum Weißen Feld 1 52° 19′ 50″ N, 8° 15′ 35″ O | Scheune                  | 1797 wurde die Scheune als Vierständer-Hallenhaus auf einem Bruchsteinsockel und unter einem Satteldach errichtet. | 47921034 | BW   |
| Zum Weißen Feld 1 52° 19′ 50″ N, 8° 15′ 37″ O | Wagenschauer             | Der Wagenschauer aus Fachwerk wurde in der zweiten Hälfte des 19. Jahrhunderts errichtet.                          | 47921127 | BW   |
| Zum Weißen Feld 1 52° 19′ 49″ N, 8° 15′ 35″ O | Einfriedung              | Die Einfriedung ist als niedrige Bruchsteinmauer an der Straße Zum Weißen Feld und an der Leckerstraße errichtet.  | 47921370 | BW   |

### Gruppe: Hof Engelker
Die Gruppe „Hof Engelker“ ist eine Hofanlage mit lichtem Baumbestand. Die Gruppe hat die ID 47918985.

| Lage                                         | Bezeichnung              | Beschreibung | ID       | Bild |
| -------------------------------------------- | ------------------------ | --- | -------- | ---- |
| Zum Österreich 4 52° 19′ 49″ N, 8° 15′ 55″ O | Wohn-/Wirtschaftsgebäude | Das Vierständer-Hallenhaus wurde 1879 unter einem Satteldach mit Zwerchhäusern errichtet.                         | 47919118 | BW   |
| Zum Österreich 4 52° 19′ 50″ N, 8° 15′ 55″ O | Scheune                  | 1882 wurde die Wandständer-Scheune mit Längsdurchfahrt und Längseinfahrt unter einem Satteldach errichtet.        | 47919192 | BW   |
| Zum Österreich 4 52° 19′ 50″ N, 8° 15′ 56″ O | Einfriedung              | Im ausgehenden 19. Jahrhundert wurde eine niedrige Bruchsteinmauer im Osten zur Straße Zum Hilgenflach errichtet. | 47919319 | BW   |

### Einzeldenkmale
| Lage                                               | Bezeichnung              | Beschreibung | ID       | Bild |
| -------------------------------------------------- | ------------------------ | --- | -------- | ---- |
| Caldenhofer Weg 52° 20′ 2″ N, 8° 14′ 59″ O         | Gedenkstätte             | Für den katholischen Zentrumspolitiker und Juristen Ludwig Windthorst (1812-1891) errichtetes Sandsteinkruzifix auf einem Sandsteinsockel mit Inschrift. Das Kruzifix ist aus den Sockelmauern des Herrenhauses des abgetragenen Guts Caldenhof errichtet worden. | 36948407 |      |
| Caldenhofer Weg 5 52° 20′ 2″ N, 8° 14′ 53″ O       | Wohn-/Wirtschaftsgebäude | Das Zweiständer-Hallenhaus wurde 1756 als Heuerhaus für das Gut Caldenhof unter einem Satteldach errichtet. | 47847692 | BW   |
| Zum Hilgenflach 52° 20′ 5″ N, 8° 16′ 8″ O          | Kriegerdenkmal           | Auf einem Sockel mit quadratischen Grundriss steht ein gemauerter Obelisk mit Gedenktafeln, auf dem oberhalb ein Adler sitzt, für die Gefallenen der beiden Weltkriege.                                                                                           | 47825357 | BW   |
| Leckerstraße 11 52° 19′ 56″ N, 8° 15′ 45″ O        | Speicher                 | 1839 wurde der zweigeschossige Speicher auf einem massiven Erdgeschoss aus Bruchstein und darüber aus Fachwerk unter einem Satteldach auf dem Hof Heidacker errichtet.                                                                                            | 47915822 | BW   |
| Mönkehöfener Straße 5 52° 19′ 46″ N, 8° 15′ 54″ O  | Speicher                 | 1832 wurde der zweigeschossige Fachwerkspeicher auf dem Hof Hagedorn unter einem Satteldach errichtet. | 47916167 | BW   |
| Mönkehöfener Straße 6 52° 19′ 19″ N, 8° 16′ 18″ O  | Speicher                 | Der zweigeschossige Fachwerkspeicher auf dem Meyerhof wurde zwischen 1810 und 1819 unter einem Satteldach errichtet. | 47916018 | BW   |
| Mönkehöfener Straße 17 52° 19′ 14″ N, 8° 16′ 31″ O | Wohn-/Wirtschaftsgebäude | Das Dreiständergebäude wurde in der zweiten Hälfte des 18. Jahrhunderts als Heuerhaus für den Meyerhof unter einem Satteldach errichtet. | 47916271 | BW   |
| Zum Hügel 1 52° 19′ 44″ N, 8° 15′ 21″ O            | Wohn-/Wirtschaftsgebäude | Das Zweiständer-Hallenhaus wurde Ende des 18. Jahrhunderts als Heuerhaus für den Hof Herbort unter einem Satteldach errichtet. | 47916419 | BW   |
| Zum Hügel 6 52° 19′ 27″ N, 8° 14′ 58″ O            | Wohn-/Wirtschaftsgebäude | Das Doppelheuerhaus wurde aus zwei Zweiständer-Hallenhäusern 1898 für den Hof Ortmann unter einem Satteldach errichtet. | 47916419 | BW   |
| Zum Rehsiek 2 52° 19′ 39″ N, 8° 15′ 25″ O          | Wohn-/Wirtschaftsgebäude | Das Fachwerkgebäude unter einem Satteldach wurde um 1800 auf dem Hof Mehring errichtet. | 47919756 | BW   |

### Ehemalige Baudenkmale
| Lage                                              | Bezeichnung              | Beschreibung | ID       | Bild |
| ------------------------------------------------- | ------------------------ | --- | -------- | ---- |
| Bad Essener Straße 52° 18′ 41″ N, 8° 17′ 21″ O    | Wohn-/Wirtschaftsgebäude | Das Zweiständer-Hallenhaus war 1842 auf dem Hof Richter (vormals Röhmeyer) unter einem Satteldach errichtet. 1987 wurde das Gebäude abgerissen (und die Hofanlage insgesamt beseitigt) und damit aus dem Denkmalverzeichnis gestrichen. | 47030334 | BW   |
| Caldenhofer Weg 2 52° 18′ 41″ N, 8° 17′ 21″ O     | Wohn-/Wirtschaftsgebäude | Das Zweiständer-Hallenhaus wurde im 18. Jahrhundert als Heuerhaus für das Gut Caldenhof unter einem Satteldach errichtet. Das Gebäude wurde ab 1986 nicht mehr im Denkmalverzeichnis geführt.                                           | 47847453 | BW   |
| Hitzhauser Straße 23 52° 19′ 52″ N, 8° 15′ 35″ O  | Wohn-/Wirtschaftsgebäude | Das Zweiständer-Hallenhaus wurde 1880 auf dem Hof Wielshues unter einem Satteldach errichtet. Wegen der Veränderungen wurde das Gebäude ab 1986 nicht mehr im Denkmalverzeichnis geführt.                                               | 47915696 | BW   |
| Hitzhauser Straße (8) 52° 20′ 5″ N, 8° 15′ 2″ O   | Mühle                    | Das Vierständergebäude wurde 1908 für den Hof Witte (vormals Gut Caldenhof) unter einem Satteldach errichtet. Das Mahlwerk wurde entfernt. Wegen der Veränderungen wurde das Gebäude 1992 aus dem Denkmalverzeichnis entfernt.          | 47849878 | BW   |
| Mönkehöfener Straße 27 52° 19′ 0″ N, 8° 17′ 14″ O | Hofanlage                | Die Hofanlage besteht aus einem Wohn-/Wirtschaftsgebäude, zwei Scheunen, einem Stall und einem Wagenschauer. Wegen der Veränderungen wurde die Anlage 1986 insgesamt nicht mehr im Denkmalverzeichnis geführt.                          | 47916361 | BW   |
| Zum Hügel 2 52° 19′ 45″ N, 8° 15′ 9″ O            | Hofanlage                | Die Hofanlage Dusing besteht aus dem Hauptgebäude, einer Scheune, zwei Ställen und einem Wagenschauer. Wegen der Veränderungen wurde die Hofanlage 1986 nicht mehr im Denkmalverzeichnis geführt.                                       | 47916513 | BW   |
| Zum Rehsiek 4 52° 19′ 40″ N, 8° 15′ 23″ O         | Wohn-/Wirtschaftsgebäude | Das Heuerhaus für den Hof Rahe wurde 1737 als Zweiständer-Hallenhaus unter einem Satteldach errichtet. Wegen der Veränderungen wurde das Gebäude ab 1986 nicht mehr im Denkmalverzeichnis geführt.                                      | 47920085 | BW   |

## Nordhausen

### Gruppe: Mühle Meyerhof
Die Gruppe „Mühle Meyerhof“ (auch: „Leckermühle“) besteht aus der Mühle und dem früheren Meierhof, der Mühle und einem Heuerhaus. Die Gruppe hat die ID 47946153. Heute ist hier eine Fischzucht untergebracht.

| Lage                                       | Bezeichnung              | Beschreibung | ID       | Bild |
| ------------------------------------------ | ------------------------ | --- | -------- | ---- |
| Leckerstraße 6 52° 19′ 29″ N, 8° 14′ 16″ O | Mühle                    | 1903 wurde die Schrotmühle am Bach als massives Gebäude aus Bruchstein unter einem Satteldach errichtet. | 47946445 | BW   |
| Leckerstraße 6 52° 19′ 30″ N, 8° 14′ 16″ O | Wohn-/Wirtschaftsgebäude | 1826 wurde das Vierständer-Hallenhaus als Heuerhaus für die Mühle bzw. dem Meyerhof unter einem Satteldach errichtet. Der Wirtschaftsgiebel kragt dreifach, der Wohngiebel zweifach vor. Als der Abbruch 2021 genehmigt wurde, erfolgte die Streichung aus dem Denkmalverzeichnis. | 47946310 | BW   |

### (ehemalige) Gruppe: Hof Johannsmann, ehemals Hof Bick
Die Gruppe „Hof Johannsmann, früher Hof Bick“ bestand aus einem Wohn-/Wirtschaftsgebäude und einer Scheune. Als die Scheune zerstört wurde, verblieb lediglich das Wohn-/Wirtschaftsgebäude als Einzeldenkmal bestehen, sodass die Gruppe gestrichen wurde. Die Gruppe hatte die ID 47944553.

| Lage                                    | Bezeichnung              | Beschreibung | ID       | Bild |
| --------------------------------------- | ------------------------ | --- | -------- | ---- |
| Dübberort 5 52° 19′ 12″ N, 8° 13′ 23″ O | Wohn-/Wirtschaftsgebäude | 1833 war das Vierständer-Hallenhaus unter einem Satteldach errichtet worden. Wohn- und Wirtschaftsgiebel kragen jeweils dreifach vor.                                                                  | 47944929 | BW   |
| Dübberort 5 52° 19′ 14″ N, 8° 13′ 24″ O | Scheune                  | Die Fachwerkscheune mit zwei Querdurchfahrten war 1853 unter einem Satteldach errichtet worden. Als der Abbruch 1993 festgestellt wurde, war die Scheune aus dem Denkmalverzeichnis gestrichen worden. | 47945320 | BW   |

### Einzeldenkmale
| Lage                                          | Bezeichnung              | Beschreibung | ID       | Bild |
| --------------------------------------------- | ------------------------ | --- | -------- | ---- |
| Alter Schulweg 12 52° 19′ 42″ N, 8° 12′ 56″ O | Wohn-/Wirtschaftsgebäude | Das 1872 als massives Querdielenhaus unter einem Satteldach errichtetes Gebäude wurde zeitweilig als katholische Schule genutzt.                           | 47943954 | BW   |
| Dübberort 4 52° 19′ 22″ N, 8° 13′ 35″ O       | Wohn-/Wirtschaftsgebäude | 1827 wurde das Zweiständer-Hallenhaus unter einem Satteldach auf dem Hof Knap errichtet. Der Wirtschaftsgiebel kragt dreifach, der Wohngiebel einfach vor. | 47944158 | BW   |
| Dübberort 7 52° 19′ 5″ N, 8° 12′ 49″ O        | Wohn-/Wirtschaftsgebäude | Um 1800 wurde das Dreiständergebäude als Doppelheuerhaus für den Hof Hehemann unter einem Satteldach errichtet. Beide Giebel kragen jeweils zweifach vor.  | 47945820 | BW   |
| Moosbeke 1 52° 19′ 32″ N, 8° 14′ 31″ O        | Wohn-/Wirtschaftsgebäude | 1820 wurde das Vierständer-Hallenhaus als Heuerhaus für den Hof Honebrink unter einem Satteldach errichtet. Beide Giebel kragen jeweils dreifach vor.      | 47946539 | BW   |

### Ehemalige Baudenkmale
| Lage                                       | Bezeichnung              | Beschreibung | ID       | Bild |
| ------------------------------------------ | ------------------------ | --- | -------- | ---- |
| Leckerstraße 2 52° 19′ 29″ N, 8° 13′ 54″ O | Wohn-/Wirtschaftsgebäude | 1811 wurde das Zweiständer-Hallenhaus als Heuerhaus für den Hof Hehemann unter einem Satteldach errichtet. Der Wirtschaftsgiebel kragt zweifach, der Wohngiebel dreifach vor. Wegen der erheblichen baulichen Veränderungen wurde das Gebäude 2022 aus dem Denkmalverzeichnis gestrichen. | 47945962 | BW   |

## Schwagstorf

### Gruppe: Gut Krebsburg
Die Gruppe „Gut Krebsburg“ umfasst die Gutsanlage mit dem Herrenhaus, Wirtschaftshof und Einfriedung. Die Parkanlage wurde erheblich verändert. Die Gruppe hat die ID 43883905.

| Lage                                          | Bezeichnung        | Beschreibung | ID       | Bild           |
| --------------------------------------------- | ------------------ | --- | -------- | -------------- |
| An der Krebsburg 4 52° 20′ 57″ N, 8° 12′ 6″ O | Herrenhaus         | Anfang des 18. Jahrhunderts wurde das zweigeschossige massive Gebäude aus Bruchstein mit Mittelrisalit unter einem Walmdach errichtet.       | 43883890 | Weitere Bilder |
| An der Krebsburg 4 52° 20′ 59″ N, 8° 12′ 8″ O | Scheune            | Die Bruchsteinscheune wurde Ende des 18. Jahrhunderts unter einem Halbwalmdach errichtet.                                                    | 43890650 | BW             |
| An der Krebsburg 4 52° 21′ 0″ N, 8° 12′ 6″ O  | Wirtschaftsgebäude | Das verputzte massive Gebäude wurde Ende des 18. Jahrhunderts unter einem Halbwalmdach errichtet. Das Gebäude wurde zu Wohnzwecken umgebaut. | 43890666 | BW             |

### Gruppe: Gut Wahlburg
Die Gruppe „Gut Wahlburg“ umfasst die Gutsanlage mit dem Herrenhaus, Wirtschaftshof, Graften und Einfriedung. Ab dem 13./14. Jahrhundert war die Wahlburg eine Wasserburg und Sitz der Herren von Bar (erstmals 1338 urkundlich erwähnt). Die Gruppe hat die ID 35507775.

| Lage                                         | Bezeichnung | Beschreibung | ID       | Bild           |
| -------------------------------------------- | ----------- | --- | -------- | -------------- |
| Wahlburgstraße 2 52° 22′ 42″ N, 8° 11′ 52″ O | Herrenhaus  | Das Herrenhaus, das auf einer Pfahlgründung des 15. Jahrhunderts ruht, besteht aus mehreren Teilen. Der Wirtschaftstrakt im Süden ist ein Zweiständergebäude, das von 1554 bis 1562 unter einem Satteldach errichtet wurde. 1839 erfolgte ein Umbau. Der eingeschossige Wohnteil wurde als massives Gebäude mit Bruchsteinmauerwerk 1774 errichtet. 1890 wurde ein verputztes zweigeschossiges Gebäude unter einem Walmdach ergänzt. | 35476049 | Weitere Bilder |
| Wahlburgstraße 2 52° 22′ 43″ N, 8° 11′ 50″ O | Scheune     | Mitte des 20. Jahrhunderts wurde die Backsteinscheune mit Quereinfahrten unter einem Satteldach errichtet. | 48671839 | BW             |
| Wahlburgstraße 2 52° 22′ 41″ N, 8° 11′ 47″ O | Scheune     | 1833 wurde die Bruchsteinscheune mit Längsdurchfahrt unter einem Krüppelwalmdach errichtet. | 48672314 | BW             |
| Wahlburgstraße 2 52° 22′ 42″ N, 8° 11′ 49″ O | Speicher    | Der 1837 erbaute Speicher aus Bruchstein wurde ursprünglich als Scheune mit Querdurchfahrt unter einem Satteldach erbaut. Um 1900 wurde ein Bruchsteingebäude angebaut und der Speicher erhöht. | 48672847 | BW             |
| Wahlburgstraße 2 52° 22′ 42″ N, 8° 11′ 54″ O | Garten      | Der landschaftlich angelegte Garten umgibt das Herrenhaus. | 48673358 | BW             |
| Wahlburgstraße 2 52° 22′ 41″ N, 8° 11′ 48″ O | Toranlage   | Die südliche Toranlage mit Sandsteinpfeilern und aufgesetzten Vasen stammt wohl ursprünglich vom Kuhof in Haaren, wo sie 1703 errichtet wurde. 1838 wurde sie hierher versetzt. | 47056923 | BW             |
| Wahlburgstraße 2 52° 22′ 42″ N, 8° 11′ 51″ O | Toranlage   | Vor dem Herrenhaus sind zwei schmale Tore mit Sandsteinpfeilern und Vasenaufsatz Mitte des 18. Jahrhunderts errichtet worden. | 48671669 | BW             |
| Wahlburgstraße 2 52° 22′ 42″ N, 8° 11′ 55″ O | Graft       | Die Alte Graft stammt aus der Zeit der Wasserburg des 14. Jahrhunderts und wird vom Strohtbach gespeist. Sie ist teilweise verlandet oder verschüttet. Ein alter Baumbestand liegt entlang des Verlaufs. | 47056946 | BW             |

### Gruppe: Ensemble Gut Schwegerhoff
Die Gruppe „Ensemble Gut Schwegerhoff“ umfasst die Gutsanlage mit dem Herrenhaus, weiteren Gebäuden und dem Eschgelände. Die Gruppe hat die ID 42422830.

| Lage                                                  | Bezeichnung        | Beschreibung | ID        | Bild |
| ----------------------------------------------------- | ------------------ | --- | --------- | ---- |
| Schwegerhoffstraße 7 52° 23′ 3″ N, 8° 12′ 27″ O       | Herrenhaus         | 1818 für die Familie Bothmer errichtetes zweigeschossiges Gebäude aus Bruchstein unter einem Halbwalmdach. | 42424287  | BW   |
| Ashornstraße 1 52° 23′ 21″ N, 8° 12′ 38″ O            | Heuerhaus          | Das Zweiständer-Hallenhaus wurde 1837 als Heuerhaus zum Hof Schwegerhoff unter einem Satteldach errichtet. | 42424352  | BW   |
| Am Teufelsbruch 4 52° 23′ 21″ N, 8° 12′ 38″ O         | Heuerhaus          | Das Zweiständer-Hallenhaus wurde laut etwas verwitterter Inschrift entweder 1736 oder 1756 als Heuerhaus zum Hof Schwegerhoff unter einem Satteldach errichtet.                                                                                     | 42424507  | BW   |
| Am Teufelsbruch 1 52° 23′ 14″ N, 8° 12′ 3″ O          | Heuerhaus          | Das Heuerhaus gehört zum Gut Schwegerhoff. Bei der Überprüfung der Daten wurde die Nichtdenkmaleigenschaft 1991 festgestellt. | 42575131  | BW   |
| Am Teufelsbruch 3 52° 23′ 14″ N, 8° 12′ 3″ O          | Heuerhaus          | Das Anfang des 19. Jahrhunderts ursprünglich als Vierständer-Hallenhaus unter einem Satteldach errichtete Heuerhaus gehört zum Gut Schwegerhoff. Das Gebäude wurde erheblich verändert, sodass es 2013 aus dem Denkmalverzeichnis gestrichen wurde. | 42574859  | BW   |
| Am Teufelsbruch 6 52° 23′ 11″ N, 8° 12′ 5″ O          | Heuerhaus          | Das 1809 ursprünglich als Vierständer-Hallenhaus unter einem Satteldach errichtete Heuerhaus gehört zum Gut Schwegerhoff. Das Gebäude wurde erheblich verändert, sodass es ab 1991 nicht mehr im Denkmalverzeichnis geführt wurde.                  | 42575193  | BW   |
| Schwegerhoffstraße 5 52° 23′ 8″ N, 8° 12′ 42″ O       | Heuerhaus          | Das Heuerhaus gehört zum Gut Schwegerhoff. Bei der Überprüfung der Daten wurde die Nichtdenkmaleigenschaft 1991 festgestellt. | 42575313  | BW   |
| Schwegerhoffstraße 9 52° 23′ 4″ N, 8° 12′ 27″ O       | Wirtschaftsgebäude | Das Wirtschaftsgebäude wurde als verputztes Gebäude errichtet (um 1950ff.). Bei der Überprüfung der Daten wurde die Nichtdenkmaleigenschaft 1991 festgestellt.                                                                                      | 42423126  | BW   |
| Schwegerhoffstraße 11, 13 52° 23′ 12″ N, 8° 12′ 42″ O | Heuerhaus          | Das Heuerhaus gehört zum Gut Schwegerhoff. Bei der Überprüfung der Daten wurde die Nichtdenkmaleigenschaft 1991 festgestellt. | 42575373  | BW   |
| Schwegerhoffstraße 5 52° 23′ 7″ N, 8° 12′ 42″ O       | Schießstand        | Der Schießstand gehört zum Gut Schwegerhoff. Bei der Überprüfung der Daten wurde die Nichtdenkmaleigenschaft 1991 festgestellt. | 425755361 | BW   |

### Gruppe: Hof Knollhoff
Die Gruppe „Hof Knollhoff“ umfasst die Hofanlage mit Auf abfallendem Gelände gelegene Hofanlage mit Wohn-/Wirtschaftsgebäude, Speicher, Scheune, Wagenschauer, Stall und Lagerhalle sowie Resten der Einfriedung und einem alten Baumbestand. Die Gruppe hat die ID 48209031.

| Lage                                        | Bezeichnung              | Beschreibung                                                                                                   | ID       | Bild |
| ------------------------------------------- | ------------------------ | --- | -------- | ---- |
| Hauptstraße 102 52° 22′ 27″ N, 8° 12′ 15″ O | Wohn-/Wirtschaftsgebäude | 1857 wurde das Zweiständer-Hallenhaus unter einem Satteldach errichtet. Der Wohngiebel kragt einfach vor.      | 35476030 | BW   |
| Hauptstraße 102 52° 22′ 28″ N, 8° 12′ 14″ O | Scheune                  | 1930 wurde die massive Backsteinscheune mit zwei Querdurchfahrten unter einem Satteldach errichtet.            | 48209677 | BW   |
| Hauptstraße 102 52° 22′ 27″ N, 8° 12′ 14″ O | Stall                    | Der massive verputzte Stall wurde im 20. Jahrhundert unter einem Satteldach errichtet.                         | 48209767 | BW   |
| Hauptstraße 102 52° 22′ 27″ N, 8° 12′ 16″ O | Speicher                 | 1717 wurde eingeschossige Fachwerkspeicher unter einem Satteldach errichtet. Beide Giebel kragen zweifach vor. | 48209598 | BW   |
| Hauptstraße 102 52° 22′ 28″ N, 8° 12′ 13″ O | Wagenschauer/Remise      | Der Wagenschauer wurde als Fachwerkkonstruktion unter einem Satteldach im 19. Jahrhundert errichtet.           | 48209843 | BW   |
| Hauptstraße 102 52° 22′ 28″ N, 8° 12′ 13″ O | Nebengebäude             | Der mit einem Satteldach überdachte Lagerplatz ist zu allen Seiten geöffnet.                                   | 49950585 | BW   |

### Gruppe: Hof Kocke
Die Gruppe „Hof Kocke“ ist eine Hofanlage mit einem alten Baumbestand. Die Gruppe hat die ID 48178447.

| Lage                                    | Bezeichnung              | Beschreibung | ID       | Bild |
| --------------------------------------- | ------------------------ | --- | -------- | ---- |
| Fokkenort 1 52° 21′ 45″ N, 8° 12′ 58″ O | Wohn-/Wirtschaftsgebäude | Das Vierständer-Hallenhaus wurde 1854 unter einem Satteldach errichtet. | 49914464 | BW   |
| Fokkenort 1 52° 21′ 44″ N, 8° 13′ 0″ O  | Scheune                  | 1784 wurde die Fachwerkscheune mit Längsdurchfahrt unter einem Satteldach errichtet. Die Scheune wurde vor 2020 abgebrochen und daher aus dem Denkmalverzeichnis gestrichen. | 49914488 | BW   |
| Fokkenort 1 52° 21′ 44″ N, 8° 13′ 1″ O  | Einfriedung              | Im 19. Jahrhundert wurde die massive Einfriedung am östlichen Rand der Hofanlage und der Zufahrt errichtet.                                                                  | 49950387 | BW   |

### Gruppe: Hof Beckmann
Die Gruppe „Hof Beckmann“ ist eine eingefriedete Hofanlage mit Hauptgebäude und Scheune sowie einem alten Baumbestand. Die Gruppe hat die ID 48177641.

| Lage                                          | Bezeichnung              | Beschreibung                                                                                   | ID       | Bild |
| --------------------------------------------- | ------------------------ | ---------------------------------------------------------------------------------------------- | -------- | ---- |
| Osterfeldstraße 1 52° 21′ 23″ N, 8° 12′ 25″ O | Wohn-/Wirtschaftsgebäude | Das Vierständer-Hallenhaus wurde 1820 unter einem Satteldach errichtet.                        | 48177915 | BW   |
| Osterfeldstraße 1 52° 21′ 22″ N, 8° 12′ 28″ O | Scheune                  | 1821 wurde die Fachwerkscheune mit Einfahrt und Durchfahrten unter einem Satteldach errichtet. | 48178217 | BW   |

### Einzeldenkmale
| Lage                                                    | Bezeichnung              | Beschreibung | ID       | Bild |
| ------------------------------------------------------- | ------------------------ | --- | -------- | ---- |
| Am Lehmsiek 2 52° 21′ 16″ N, 8° 12′ 24″ O               | Wohn-/Wirtschaftsgebäude | Das Zweiständer-Hallenhaus wurde als Heuerhaus für den Hof Rothert (gehörig zum Gut Krebsburg) 1832 unter einem Satteldach errichtet.                                                                         | 48179163 | BW   |
| Bremer Straße 104 52° 20′ 33″ N, 8° 12′ 35″ O           | Wohn-/Wirtschaftsgebäude | Das 1839 errichtete Vierständergebäude wurde auf dem Hof Meyer zu Holte unter einem Satteldach errichtet. | 48178702 | BW   |
| Diepenauer Straße 3 52° 23′ 12″ N, 8° 14′ 41″ O         | Wohn-/Wirtschaftsgebäude | Das 1787 errichtete Zweiständer-Hallenhaus wurde auf dem Hof Seger unter einem Satteldach errichtet. | 48152571 | BW   |
| Driehauser Stadtweg 4 52° 21′ 40″ N, 8° 10′ 55″ O       | Wohn-/Wirtschaftsgebäude | Das Zweiständer-Hallenhaus wurde als Heuerhaus für den Hof Driehaus im 18. Jahrhundert unter einem Satteldach errichtet worden.                                                                               | 48191574 | BW   |
| Driehauser Straße 6 52° 21′ 58″ N, 8° 11′ 48″ O         | Speicher                 | Der zweigeschossige Fachwerkspeicher wurde 1708 unter einem Satteldach errichtet. Der Backofen wurde mittlerweile entfernt.                                                                                   | 48192104 | BW   |
| Felsener Straße 8 52° 21′ 48″ N, 8° 13′ 28″ O           | Wohn-/Wirtschaftsgebäude | Das Zweiständer-Hallenhaus wurde 1785 auf dem Hof Bei der Becke (vormals Huntemann) unter einem Satteldach errichtet.                                                                                         | 48158391 | BW   |
| Felsener Straße 10 52° 21′ 51″ N, 8° 13′ 23″ O          | Speicher                 | Der anderthalbgeschossige massive Speicher aus Bruchstein wurde 1774 auf dem Hof Huntemann unter einem Satteldach errichtet und 1844 erneuert.                                                                | 48158391 | BW   |
| Felsener Straße 34 52° 22′ 59″ N, 8° 13′ 47″ O          | Scheune                  | Die 1732 als Zweiständerbau unter einem Satteldach errichtete Fachwerkscheune wurde 1889 erneuert und verlängert.                                                                                             | 48152619 | BW   |
| Friedrichstraße 2 52° 23′ 54″ N, 8° 13′ 17″ O           | Speicher                 | Der anderthalbgeschossige Fachwerkspeicher wurde im 17. Jahrhundert auf dem Hof Huntemann unter einem Satteldach errichtet und 1844 erneuert.                                                                 | 48152648 | BW   |
| Grashornstraße 3 52° 23′ 41″ N, 8° 13′ 42″ O            | Wohn-/Wirtschaftsgebäude | Das Zweiständer-Hallenhaus wurde 1753 auf dem Hof Törner unter einem Satteldach errichtet. | 48152730 | BW   |
| Hauptstraße 52° 22′ 33″ N, 8° 12′ 0″ O                  | Grabstätte               | Das Erbbegräbnis des Guts Wahlburg wurde 1843 oder 1848 hier unter einem hohen Baumbestand angelegt und mit einer niedrigen Bruchsteinmauer eingefriedet. Die sandsteineingefassten Gräber sind ohne Schmuck. | 48208464 | BW   |
| Helldamm/Langenlager Straße 52° 22′ 36″ N, 8° 14′ 12″ O | Grabstätte               | Das Erbbegräbnis des Guts Langelage wurde nach 1810 hier im Wald angelegt und mit einer niedrigen Bruchsteinmauer eingefriedet. Die Gräber werden durch gusseiserne Kreuze angezeigt.                         | 48134839 | BW   |
| Hungriger Wolf 2 52° 23′ 55″ N, 8° 14′ 19″ O            | Wohn-/Wirtschaftsgebäude | Das 1826 errichtete vierständerähnliche Fachwerkgebäude wurde als Heuerhaus für das Gut Wahlburg unter einem Satteldach errichtet. Die zweite Hälfte des ehemaligen Doppelheuerhaus wurde abgebrochen.        | 45634405 | BW   |
| Horster Straße 9 52° 23′ 9″ N, 8° 13′ 34″ O             | Wohn-/Wirtschaftsgebäude | Das Zweiständer-Hallenhaus wurde 1769 unter einem Satteldach errichtet. Das Areal ist der ehemalige Pachthof des Guts Wahlburg (vormals „Zur Stricksburg“).                                                   | 48152823 | BW   |
| Neustadtstraße 3 52° 22′ 44″ N, 8° 12′ 18″ O            | Wohn-/Wirtschaftsgebäude | Das Zweiständer-Hallenhaus wurde 1887 aus Bruchstein unter einem Satteldach auf dem Hof Heermayer errichtet.                                                                                                  | 48209957 | BW   |
| Neustadtstraße 4 52° 22′ 40″ N, 8° 12′ 21″ O            | Wohn-/Wirtschaftsgebäude | Das Zweiständer-Hallenhaus wurde 1826 unter einem Satteldach auf dem Hof Heitkamp errichtet. | 48210048 | BW   |
| Oelbergstraße 3 52° 21′ 24″ N, 8° 11′ 31″ O             | Wohn-/Wirtschaftsgebäude | Das Vierständer-Hallenhaus wurde 1838 unter einem Satteldach als Heuerhaus für den Hof Holtgreife errichtet.                                                                                                  | 48210159 | BW   |
| Oelbergstraße 4 52° 21′ 29″ N, 8° 11′ 35″ O             | Wohn-/Wirtschaftsgebäude | Das Zweiständer-Hallenhaus wurde 1826 unter einem Satteldach als Heuerhaus für den Hof Holtgreife errichtet.                                                                                                  | 48210264 | BW   |
| Schmiedestraße 5/5a 52° 22′ 10″ N, 8° 11′ 59″ O         | Wohn-/Wirtschaftsgebäude | Die beiden Zweiständer-Hallenhäuser wurden 1791 unter einem Satteldach als Doppelheuerhaus für den Hof Allendorf errichtet.                                                                                   | 48210415 | BW   |
| Venner Straße 31 52° 21′ 23″ N, 8° 12′ 10″ O            | Wohn-/Wirtschaftsgebäude | Das Vierständer-Hallenhaus wurde 1894 unter einem Satteldach auf dem Hof Oelschläger (vormals Melcher) errichtet.                                                                                             | 43883850 | BW   |
| Venner Straße 32 52° 21′ 12″ N, 8° 12′ 13″ O            | Mühle                    | 1780 wurde die zweigeschossige Fachwerkmühle unter einem Halbwalmdach errichtet. Die Mühlentechnik war zuletzt noch vorhanden.                                                                                | 48176646 | BW   |
| Venner Straße 33 52° 21′ 25″ N, 8° 12′ 11″ O            | Wohn-/Wirtschaftsgebäude | Das Zweiständer-Hallenhaus wurde 1791 unter einem Satteldach auf dem Hof Tiemeyer errichtet. | 43883850 | BW   |
| Westerkampstraße 1 52° 21′ 41″ N, 8° 10′ 34″ O          | Wohn-/Wirtschaftsgebäude | Das Zweiständer-Hallenhaus wurde Anfang des 18. Jahrhunderts unter einem Satteldach als Heuerhaus für den Hof Driehaus errichtet.                                                                             | 35476068 | BW   |
| Westerkampstraße 3 52° 21′ 36″ N, 8° 10′ 46″ O          | Wohn-/Wirtschaftsgebäude | Das Zweiständer-Hallenhaus wurde 1818 unter einem Satteldach als Heuerhaus für den Hof Meyer zu Driehaus errichtet.                                                                                           | 48216235 | BW   |
| Westerkampstraße 4b 52° 21′ 41″ N, 8° 10′ 55″ O         | Wohn-/Wirtschaftsgebäude | Das Zweiständer-Hallenhaus wurde 1747 unter einem Satteldach als Heuerhaus für den Hof Meyer zu Driehaus errichtet. Beide Giebel kragen jeweils einfach vor.                                                  | 48216046 | BW   |
| Zum Kronensee 7 52° 22′ 6″ N, 8° 13′ 40″ O              | Wohn-/Wirtschaftsgebäude | Das Zweiständer-Hallenhaus wurde 1705 unter einem Satteldach als Heuerhaus für den Hof Wilker errichtet. | 48157370 | BW   |

### Ehemalige Baudenkmale
| Lage                                                        | Bezeichnung              | Beschreibung | ID       | Bild |
| ----------------------------------------------------------- | ------------------------ | --- | -------- | ---- |
| An der Antensburg 2, 4 52° 22′ 52″ N, 8° 14′ 4″ O           | Wohn-/Wirtschaftsgebäude | Die beiden Zweiständer-Hallenhäuser wurden 1799 als Doppelheuerhaus für die Antensburg, später zum Gut Tangelage errichtet. Wegen der Veränderungen wurde das Gebäude ab 2005 nicht mehr im Denkmalverzeichnis geführt.                                                                              | 35476008 | BW   |
| An der Krebsburg 52° 20′ 55″ N, 8° 12′ 17″ O                | Brücke                   | Die Betonbrücke der Bahnstrecke Wanne-Eickel–Hamburg über die Straße An der Krebsburg wurde ab 1980 nicht mehr im Verzeichnis der Kulturdenkmale geführt. | 43981659 | BW   |
| Driehauser Feldstraße 4 52° 21′ 43″ N, 8° 11′ 56″ O         | Wohn-/Wirtschaftsgebäude | 1828 wurde das Zweiständer-Hallenhaus als Heuerhaus unter einem Satteldach errichtet. Wegen der Veränderungen wurde das Gebäude ab 1986 nicht mehr im Denkmalverzeichnis geführt. | 48191710 | BW   |
| Driehauser Feldstraße 4 52° 21′ 43″ N, 8° 11′ 56″ O         | Wohn-/Wirtschaftsgebäude | 1828 wurde das Zweiständer-Hallenhaus als Heuerhaus unter einem Satteldach errichtet. Wegen der Veränderungen wurde das Gebäude ab 1986 nicht mehr im Denkmalverzeichnis geführt. | 48191710 | BW   |
| Driehauser Straße 5 52° 21′ 48″ N, 8° 11′ 14″ O             | Hofanlage                | Die eher unregelmäßig angeordnete Hofanlage Driehaus, vormals Wilmes, besteht neben dem Hauptgebäude mit angebautem Stall aus einem Stall, der heute ein Wagenschauer ist, einer Scheune und einem Backhaus. Wegen der Veränderungen wurde der Hof ab 1986 nicht mehr im Denkmalverzeichnis geführt. | 48191826 | BW   |
| Driehauser Straße 52° 22′ 17″ N, 8° 12′ 19″ O               | Wohn-/Wirtschaftsgebäude | Das Zweiständer-Hallenhaus wurde 1750 als Heuerhaus errichtet. Wegen der Veränderungen wurde das Gebäude ab 1986 nicht mehr im Denkmalverzeichnis geführt und mittlerweile abgebrochen. | 48192047 | BW   |
| Felsener Straße 10 52° 21′ 51″ N, 8° 13′ 21″ O              | Wohn-/Wirtschaftsgebäude | Das Zweiständer-Hallenhaus wurde 1765 auf dem Hof Huntemann unter einem Satteldach errichtet. Wegen der Veränderungen wurde das Gebäude ab 2000 nicht mehr im Denkmalverzeichnis geführt. | 48158391 | BW   |
| Langelager Straße 52° 22′ 24″ N, 8° 14′ 20″ O               | Wohn-/Wirtschaftsgebäude | Das Zweiständer-Hallenhaus wurde 1748 für das Gut Langelage unter einem Satteldach errichtet. Das Gebäude wurde 1981 mit Genehmigung abgebrochen und somit aus dem Denkmalverzeichnis gestrichen. | 48153823 | BW   |
| Horster Straße 52° 23′ 7″ N, 8° 13′ 41″ O                   | Hofanlage                | Die Hofanlage wurde 17./18. Jahrhundert angelegt. Die Gebäude sind nicht mehr vorhanden und somit aus dem Denkmalverzeichnis gestrichen worden. | 48152947 | BW   |
| Horster Straße 10 52° 23′ 25″ N, 8° 14′ 1″ O                | Wohn-/Wirtschaftsgebäude | 1898 wurde das massive Gebäude als Doppelheuerhaus vermutlich für den Hof Baute unter einem Satteldach errichtet. Wegen der Veränderungen wurde das Gebäude ab 1986 nicht mehr im Denkmalverzeichnis geführt.                                                                                        | 48153532 | BW   |
| Horster Straße 52° 23′ 11″ N, 8° 13′ 57″ O                  | Wohn-/Wirtschaftsgebäude | 1712 wurde das Zweiständer-Hallenhaus als Heuerhaus für den Hof Bretholt unter einem Satteldach errichtet. Wegen der Veränderungen wurde das Gebäude ab 1986 nicht mehr im Denkmalverzeichnis geführt. Inzwischen wurde es abgebrochen.                                                              | 48153264 | BW   |
| Horster Straße / Felsener Straße 52° 23′ 4″ N, 8° 13′ 42″ O | Kruzifix                 | An der Wegekreuzung steht das bedachte Holzkreuz mit Kruzifix. Wegen der Veränderungen wurde das Objekt ab 1986 nicht mehr im Denkmalverzeichnis geführt. | 48153228 | BW   |
| Mühlenstraße 27 52° 22′ 20″ N, 8° 12′ 49″ O                 | Mühle                    | Von der ehemaligen Kappenwindmühle aus dem 19. Jahrhundert steht nur noch der Mühlenstumpf aus Bruchstein. An den Stumpf wurden eine Scheune und ein zweigeschossiger Wohnteil angebaut. Wegen der Veränderungen wurde das Objekt ab 2006 nicht mehr im Denkmalverzeichnis geführt.                  | 48209902 | BW   |
| Mühlenstraße 43 52° 22′ 32″ N, 8° 13′ 20″ O                 | Wohn-/Wirtschaftsgebäude | Das Zweiständer-Hallenhaus wurde 1820 unter einem Satteldach für den Hof Aubke errichtet. Wegen der Veränderungen wurde das Objekt ab 1986 nicht mehr im Denkmalverzeichnis geführt. | 48153678 | BW   |
| Venner Straße 35 52° 21′ 41″ N, 8° 12′ 16″ O                | Wohn-/Wirtschaftsgebäude | Das Vierständer-Hallenhaus wurde 1843 unter einem Satteldach für den Hof Broermann-Wigard errichtet und 1975 umgebaut. Wegen der Veränderungen wurde das Objekt ab 1986 nicht mehr im Denkmalverzeichnis geführt.                                                                                    | 48211024 | BW   |
| Warksmoorstraße 8 52° 22′ 59″ N, 8° 14′ 33″ O               | Wohn-/Wirtschaftsgebäude | Das Zweiständer-Hallenhaus wurde 1827 unter einem Satteldach auf dem Hof Hellbaum errichtet. Wegen der Veränderungen wurde das Objekt ab 1986 nicht mehr im Denkmalverzeichnis geführt. | 48157203 | BW   |
| Wahlburgstraße 4 52° 22′ 50″ N, 8° 11′ 50″ O                | Wohn-/Wirtschaftsgebäude | Das Zweiständer-Hallenhaus wurde 1803 unter einem Satteldach auf dem Hof Winter errichtet. Wegen der Veränderungen wurde das Objekt 2022 aus dem Denkmalverzeichnis entfernt. | 48216435 | BW   |
| Zum Kronensee 4 52° 22′ 15″ N, 8° 13′ 44″ O                 | Wohn-/Wirtschaftsgebäude | Das Zweiständer-Hallenhaus wurde 1861 unter einem Satteldach auf dem Hof Winter errichtet. Wegen der Veränderungen wurde das Objekt 1986 nicht mehr im Denkmalverzeichnis geführt und später abgebrochen.                                                                                            | 48157813 | BW   |
| Zum Kronensee 52° 22′ 15″ N, 8° 13′ 44″ O                   | Wohn-/Wirtschaftsgebäude | Das Zweiständer-Hallenhaus wurde 1861 unter einem Satteldach als Heuerhaus für den Hof Wilker errichtet. Wegen der Veränderungen wurde das Objekt 1986 nicht mehr im Denkmalverzeichnis geführt und später abgebrochen.                                                                              | 48157813 | BW   |
| Zum Kronensee 52° 22′ 15″ N, 8° 13′ 44″ O                   | Wohn-/Wirtschaftsgebäude | Die beiden spiegelbildlich aneinander gebauten Zweiständer-Hallenhäuser wurden 1775 unter einem Satteldach als Doppelheuerhaus errichtet. Wegen der Veränderungen wurde das Objekt 1986 nicht mehr im Denkmalverzeichnis geführt und kurze Zeit später abgebrochen.                                  | 48157621 | BW   |

## Venne

### Gruppe: Ev.-luth. Kirche mit Kirchhof und Gedenkstein
Die Gruppe „Ev.-luth. Kirche mit Kirchhof und Gedenkstein“ umfasst den Kirchplatz um die Walburgiskirche mit dem sog. Paterstein. Die Vorgängerkirche aus dem 13. Jahrhundert wurde 1844 wegen Baufälligkeit abgebrochen. Die Gruppe hat die ID 47057461.

| Lage                                    | Bezeichnung | Beschreibung | ID       | Bild           |
| --------------------------------------- | ----------- | --- | -------- | -------------- |
| An der Kirche 52° 23′ 7″ N, 8° 10′ 5″ O | Kirche      | Die 1845 bis 1847 nach den Entwürfen von Bruno Emanuel Quaet-Faslem errichtete neogotische Walburgiskirche wurde aus Bruchstein mit einem Westturm erbaut. | 48101839 | Weitere Bilder |
| An der Kirche 52° 23′ 7″ N, 8° 10′ 6″ O | Kirchhof    | Der Kirchhof geht selbst auf eine Kirchhöfersiedlung zurück.                                                                                               | 48110422 | BW             |
| An der Kirche 52° 23′ 7″ N, 8° 10′ 6″ O | Gedenkstein | Der sog. Paterstein aus dem 14. Jahrhundert auf dem Kirchhof zeigt die Einritzung eines Geistlichen, der hier ermordet worden sein soll.                   | 48110498 |                |

### Gruppe: Linnenschmidtsche Mühle mit Stauteich und Spritzenhaus
Die Gruppe „Linnenschmidtsche Mühle mit Stauteich und Spritzenhaus“ umfasst die Mühle mit dem Stauteich und der Brücke sowie dem Spritzenhaus. Eine Mühle war für Venne bereits im späten 11. Jahrhundert für das Kloster Venne erwähnt. Die Gruppe hat die ID 47045156.

| Lage                                           | Bezeichnung  | Beschreibung | ID       | Bild           |
| ---------------------------------------------- | ------------ | --- | -------- | -------------- |
| Osnabrücker Straße 4 52° 23′ 5″ N, 8° 10′ 0″ O | Wassermühle  | Das zweigeschossige Mühlgebäude steht unter einem Satteldach und wurde im 18. Jahrhundert ursprünglich errichtet. 1902 wurde die Mühle aufgestockt. Die Mühltechnik ist zu musealen Zwecken erhalten. | 48101839 | Weitere Bilder |
| Osnabrücker Straße 5 52° 23′ 5″ N, 8° 10′ 0″ O | Spritzenhaus | Das massive verputzte Gebäude mit zwei Quereinfahrten und einem Fachwerkturm steht unter einem Krüppelwalmdach und wurde 1932 errichtet.                                                              | 48112183 | Weitere Bilder |

### Gruppe: Gut Borgwedde
Die Gruppe „Gut Borgwedde“, das bereits Mitte des 14. Jahrhunderts bestand, umfasst die Gutsanlage mit dem Herrenhaus, dem Wirtschaftshof, Garten und Einfriedung. Das Gut brannte 1783 ab und wurde wiedererrichtet. Ursprünglich war die Familie von Bar Eigentümerin. Nach wechselnden Eigentümern und Rückkauf 1724 durch die von Bars, wurde 1822 die Kaufmannsfamilie Beckmann Eigentümerin. Zum Gut gehörte auch die Mühlenanlage am südlich gelegenen Teich. Die Gruppe hat die ID 48074313.

| Lage                                            | Bezeichnung | Beschreibung | ID       | Bild |
| ----------------------------------------------- | ----------- | --- | -------- | ---- |
| Borgwedder Straße 4 52° 22′ 16″ N, 8° 9′ 0″ O   | Herrenhaus  | Das anderthalbgeschossige massive und verputzte Gebäude wurde 1783 unter einem Satteldach errichtet. 1858 wurde das zweite Obergeschoss durch ein Attikageschoss ersetzt. 1909 erfolgte ein weiterer Umbau. | 48074646 | BW   |
| Borgwedder Straße 4 52° 22′ 16″ N, 8° 8′ 55″ O  | Scheune     | Die um 1900 errichtete Fachwerkscheune mit zwei Quereinfahrten steht auf einem Backsteinsockel und unter einem Satteldach. | 48075403 | BW   |
| Borgwedder Straße 4b 52° 22′ 16″ N, 8° 8′ 57″ O | Stall       | Um 1910 wurde der Stall im Erdgeschoss aus Backstein, darüber Fachwerk, unter einem Satteldach errichtet. | 48075082 | BW   |
| Borgwedder Straße 4 52° 22′ 17″ N, 8° 8′ 56″ O  | Stall       | Um 1910 wurde der Stall im Erdgeschoss aus Backstein, darüber Fachwerk, unter einem Satteldach errichtet. | 48075263 | BW   |
| Borgwedder Straße 4a 52° 22′ 16″ N, 8° 8′ 58″ O | Speicher    | Das zweigeschossige aus Backstein errichtete Gebäude gleicht einem Turm mit seinem auf das Walmdach aufgesetzten Turmaufbau unter einem Pyramidendach. | 48075594 | BW   |
| Borgwedder Straße 4 52° 22′ 17″ N, 8° 8′ 59″ O  | Garten      | Der parkartig angelegte Garten liegt nördlich des Herrenhauses. | 48075770 | BW   |
| Borgwedder Straße 4 52° 22′ 16″ N, 8° 9′ 2″ O   | Allee       | Der Zufahrtsweg zum Gut ist als Allee gestaltet. | 48075696 | BW   |
| Borgwedder Straße 4 52° 22′ 16″ N, 8° 8′ 58″ O  | Einfriedung | Herrenhaus und Wirtschaftshof sind durch ein Tor mit Sandsteinpfeilern und Vasenaufsatz aus dem ausgehenden 17. Jahrhundert getrennt. | 48075832 | BW   |
| Borgwedder Straße 6 52° 22′ 12″ N, 8° 9′ 1″ O   | Mühle       | 1499 wurde die Wassermühle erstmals erwähnt. Das heutige zweigeschossige massive Gebäude mit einem Mittelrisalit wurde 1823 für das Gut Borgwedde errichtet. 1960 wurde der Mühlbetrieb eingestellt. Das Gebäude wurde zu Wohnzwecken umgebaut. Wegen der Veränderungen wurde es ab 1986 nicht mehr im Denkmalverzeichnis geführt. | 47309048 | BW   |

### Gruppe: Hof Jürgen zu Broxten
Die Gruppe „Hof Jürgen zu Broxten“ ist eine um 1720 angelegte Hofanlage mit Wohn-/Wirtschaftsgebäude, Scheune und Backhaus mit einem alten Baumbestand und einer Einfriedung. Die Gruppe hat die ID 47990587.

| Lage                                              | Bezeichnung              | Beschreibung | ID       | Bild |
| ------------------------------------------------- | ------------------------ | --- | -------- | ---- |
| Hunteburger Straße 25 52° 23′ 30″ N, 8° 10′ 27″ O | Wohn-/Wirtschaftsgebäude | Das Zweiständer-Hallenhaus wurde 1720 unter einem Satteldach errichtet. Der Wirtschaftsgiebel kragt dreifach, der Wohngiebel zweifach vor. | 48074646 | BW   |
| Hunteburger Straße 25 52° 23′ 30″ N, 8° 10′ 25″ O | Scheune                  | Die als Zweiständerbau 1860 errichtete Fachwerkscheune mit Längsdurchfahrt steht unter einem Krüppelwalmdach.                              | 47999714 | BW   |
| Hunteburger Straße 25 52° 23′ 30″ N, 8° 10′ 26″ O | Backhaus                 | Das verputzte Bruchsteingebäude von 1830 wurde zwischenzeitlich komplett umgebaut und daher 2021 aus dem Denkmalverzeichnis gestrichen.    | 47999804 | BW   |

### Gruppe: Hof Sielschatt
Die Gruppe „Hof Sielschatt“ ist eine größere Hofanlage einem alten Baumbestand. Die Gruppe hat die ID 38420786.

| Lage                                             | Bezeichnung              | Beschreibung | ID       | Bild |
| ------------------------------------------------ | ------------------------ | --- | -------- | ---- |
| Osnabrücker Straße 26 52° 22′ 27″ N, 8° 8′ 34″ O | Wohn-/Wirtschaftsgebäude | Das Zweiständer-Hallenhaus wurde 1776 unter einem Satteldach errichtet. Der Wirtschaftsgiebel kragt einfach vor.                                           | 40050805 | BW   |
| Osnabrücker Straße 26 52° 22′ 27″ N, 8° 8′ 34″ O | Scheune                  | Die Fachwerkscheune mit Längs- und Querdurchfahrt wurde 1778 auf einem Bruchsteinsockel und unter einem Satteldach errichtet.                              | 38420809 | BW   |
| Osnabrücker Straße 26 52° 22′ 27″ N, 8° 8′ 32″ O | Speicher                 | 1818 wurde der zweigeschossige Fachwerkspeicher auf einem Bruchsteinsockel und unter einem Halbwalmdach errichtet. Die Giebel kragen jeweils zweifach vor. | 38420796 | BW   |
| Osnabrücker Straße 26 52° 22′ 26″ N, 8° 8′ 33″ O | Stall                    | Der Fachwerkscheune mit Querdurchfahrt wurde Anfang des 19. Jahrhunderts unter einem Krüppelwalmdach errichtet.                                            | 40050824 | BW   |

### Gruppe: Hof Stagge (ehemals Schlarmeyer)
Die Gruppe „Hof Stagge (ehemals Schlarmeyer)“ ist eine größere Hofanlage einem alten Baumbestand und einer Einfriedung. Die Gruppe hat die ID 44625994.

| Lage                                      | Bezeichnung              | Beschreibung | ID       | Bild |
| ----------------------------------------- | ------------------------ | --- | -------- | ---- |
| Schlingheide 1 52° 22′ 54″ N, 8° 8′ 21″ O | Wohn-/Wirtschaftsgebäude | Das Zweiständer-Hallenhaus wurde Ende des 18. Jahrhunderts unter einem Satteldach errichtet. Der Wirtschaftsgiebel kragt dreifach, der Wohngiebel einfach vor. | 44626011 | BW   |
| Schlingheide 1 52° 22′ 54″ N, 8° 8′ 22″ O | Scheune                  | Die Fachwerkscheune steht auf einem Backsteinsockel und unter einem Satteldach.                                                                                | 44626150 | BW   |
| Schlingheide 1 52° 22′ 54″ N, 8° 8′ 19″ O | Stall                    | Der im 19. Jahrhundert errichtete Fachwerkstall steht unter einem Satteldach.                                                                                  | 44626086 | BW   |
| Schlingheide 1 52° 22′ 55″ N, 8° 8′ 19″ O | Backhaus                 | Um 1800 wurde das eingeschossige Fachwerkgebäude mit einem Backofen unter einem Satteldach errichtet.                                                          | 44626060 | BW   |
| Schlingheide 1 52° 22′ 54″ N, 8° 8′ 20″ O | Wagenschauer/Remise      | Das massive Bruchsteingebäude wurde im 19. Jahrhundert unter einem Satteldach errichtet.                                                                       | 44626102 | BW   |
| Schlingheide 1 52° 22′ 54″ N, 8° 8′ 23″ O | Einfriedung              | Eine Bruchsteinmauer aus dem 19. Jahrhunderts verläuft an der südlichen Grenze des Grundstücks vom Hauptgebäude zur Straße.                                    | 44626026 | BW   |

### Gruppe: Hof Stüve
Die Gruppe „Hof Stüve“ ist eine Hofanlage auf einer Anhöhe mit Resten einer Einfriedung. Die Gruppe hat die ID 48002325.

| Lage                                         | Bezeichnung              | Beschreibung                                                                                            | ID       | Bild |
| -------------------------------------------- | ------------------------ | --- | -------- | ---- |
| Mühlenkampsweg 2 52° 23′ 36″ N, 8° 10′ 27″ O | Wohn-/Wirtschaftsgebäude | Das Zweiständer-Hallenhaus wurde 1882 unter einem Satteldach errichtet.                                 | 48002607 | BW   |
| Mühlenkampsweg 2 52° 23′ 37″ N, 8° 10′ 26″ O | Stall                    | Der massive Stall aus Bruchstein wurde 1882 bis 1885 unter einem Satteldach errichtet.                  | 48002857 | BW   |
| Mühlenkampsweg 2 52° 23′ 35″ N, 8° 10′ 27″ O | Wagenschauer/Remise      | Der Wagenschauer mit drei Quereinfahrten wurde zwischen 1830 und 1840 unter einem Satteldach errichtet. | 48002922 | BW   |

### Gruppe: Hof Niemann
Die Gruppe „Hof Niemann“ ist eine Hofanlage aus dem 18. Jahrhundert mit einer Bruchsteineinfriedung. Die Gruppe hat die ID 48000425.

| Lage                                  | Bezeichnung              | Beschreibung | ID       | Bild |
| ------------------------------------- | ------------------------ | --- | -------- | ---- |
| Knostweg 2 52° 22′ 33″ N, 8° 10′ 8″ O | Wohn-/Wirtschaftsgebäude | Das Zweiständer-Hallenhaus wurde 1752 unter einem Satteldach errichtet. Der Wirtschaftsgiebel kragt zweifach vor. | 48000980 | BW   |
| Knostweg 2 52° 22′ 32″ N, 8° 10′ 9″ O | Wagenschauer             | Der Wagenschauer mit Querdurchfahrt wurde 1807 unter einem Satteldach errichtet. 1960 wurde das Gebäude umgebaut. | 48001577 | BW   |
| Knostweg 2 52° 22′ 31″ N, 8° 10′ 8″ O | Einfriedung              | Die Bruchsteinmauer am südlichen Rand des Grundstücks ist in Teilen erhalten.                                     | 48001864 | BW   |

### Einzeldenkmale
| Lage                                              | Bezeichnung              | Beschreibung | ID       | Bild |
| ------------------------------------------------- | ------------------------ | --- | -------- | ---- |
| An der Kippe 2 52° 23′ 38″ N, 8° 10′ 8″ O         | Wohn-/Wirtschaftsgebäude | Das Zweiständer-Hallenhaus wurde 1829 als Heuerhaus für den Hof Stüve unter einem Satteldach errichtet. Der Wirtschaftsgiebel kragt zweifach, der Wohngiebel einfach vor.                                                                          | 47961997 | BW   |
| An der Kirche 5 52° 23′ 8″ N, 8° 10′ 6″ O         | Pastorat                 | Das eingeschossige massive Gebäude wurde 1859/1860 als Ersatzbau für das abgebrannte Vorgängergebäude unter einem Walmdach errichtet. | 48110567 | BW   |
| An der Wohte 2 52° 24′ 10″ N, 8° 9′ 51″ O         | Wohn-/Wirtschaftsgebäude | Das Zweiständer-Hallenhaus wurde 1852 auf dem Hof Rasche unter einem Satteldach errichtet. Wohn- und Wirtschaftsgiebel kragen jeweils dreifach vor.                                                                                                | 48038290 | BW   |
| Bergquerweg 6 52° 21′ 57″ N, 8° 9′ 34″ O          | Wohn-/Wirtschaftsgebäude | Das Zweiständer-Hallenhaus wurde 1752 auf dem Hof Kalmay unter einem Satteldach errichtet. | 47988637 | BW   |
| Berlinger Straße 3 52° 24′ 33″ N, 8° 8′ 18″ O     | Wohn-/Wirtschaftsgebäude | 1835 wurde das Vierständer-Hallenhaus auf dem Hof Berling unter einem Krüppelwalmdach errichtet. Wohn- und Wirtschaftsgiebel kragen jeweils einfach vor.                                                                                           | 48038668 | BW   |
| Borgwedder Straße 1 52° 22′ 18″ N, 8° 9′ 6″ O     | Wohn-/Wirtschaftsgebäude | Das Zweiständer-Hallenhaus wurde im ausgehenden 17. Jahrhundert als Heuerhaus für das Gut Borgwedde unter einem Satteldach errichtet. Der Wirtschaftsgiebel kragt einfach, der Wohngiebel zweifach vor.                                            | 48074111 | BW   |
| Büningsweg 4 52° 21′ 54″ N, 8° 9′ 17″ O           | Wohn-/Wirtschaftsgebäude | Das Zweiständer-Hallenhaus wurde 1764 auf dem Hof Tiemann unter einem Satteldach errichtet. | 48073847 | BW   |
| Darpvenner Weg 7 52° 22′ 44″ N, 8° 10′ 28″ O      | Wohn-/Wirtschaftsgebäude | Das Zweiständer-Hallenhaus wurde 1872 auf dem Hof Peters unter einem Satteldach errichtet. | 47989231 | BW   |
| Engter Straße 3 52° 23′ 8″ N, 8° 9′ 8″ O          | Wohn-/Wirtschaftsgebäude | Das Doppelheuerhaus für den Hof Meyer zum Vorwalde wurde 1905 aus zwei spiegelbildlichen Zweiständer-Hallenhäusern unter einem Satteldach errichtet.                                                                                               | 48100236 | BW   |
| Engter Straße 10 52° 24′ 8″ N, 8° 8′ 33″ O        | Stall                    | Der Fachwerkstall auf einem Bruchsteinsockel wurde um 1780 auf dem Hof Hollewedde unter einem Satteldach errichtet. | 48039719 | BW   |
| Engter Straße 52° 24′ 0″ N, 8° 8′ 31″ O           | Kalkofen                 | Der historische Kalkofen aus Bruchsteinmauerwerk findet sich etwas abseits der Hofanlage Hollewedde im Wald westlich der Bundesstraße. | 48039377 | BW   |
| Hagenhausweg 1 52° 23′ 20″ N, 8° 10′ 59″ O        | Wohn-/Wirtschaftsgebäude | Das massive hallenhausähnliche Gebäude aus Bruchstein wurde 1840 für den Hof Meyer zu Broxten unter einem Satteldach errichtet. | 47989871 | BW   |
| Hauptstraße 25 52° 23′ 6″ N, 8° 10′ 3″ O          | Wohn-/Wirtschaftsgebäude | Das massive hallenhausähnliche Gebäude wurde 1896 auf dem Hof Nordmann unter einem Satteldach errichtet. | 48110730 | BW   |
| Hauptstraße 27 52° 23′ 6″ N, 8° 10′ 3″ O          | Gasthaus                 | Das zweigeschossige massive Gebäude wurde 1869 unter einem Satteldach errichtet. Das Gebäude wird als Dorfgemeinschaftshaus genutzt. | 48110786 | BW   |
| Hauptstraße 29 52° 23′ 7″ N, 8° 10′ 3″ O          | Gasthaus                 | Das zweigeschossige massive Gebäude wurde 1871 als Gasthaus für den Hof Linnenschmidt unter einem Satteldach errichtet. | 48111103 | BW   |
| Hunteburger Straße 7 52° 23′ 8″ N, 8° 10′ 8″ O    | Wohn-/Geschäftshaus      | Das Vierständer-Gebäude („Kirchhöfer Buck“) wurde 1786 unter einem Satteldach errichtet. Der Anbau stammt aus der Zeit um 1830 bis 1840. | 48111895 | BW   |
| Hunteburger Straße 9a 52° 23′ 9″ N, 8° 10′ 7″ O   | Wohn-/Wirtschaftsgebäude | 1826 wurde das massive verputzte hallenhausähnliche Gebäude auf dem Hof Meyer zu Venne unter einem Krüppelwalmdach errichtet. | 48112064 | BW   |
| Hunteburger Straße 18 52° 23′ 24″ N, 8° 10′ 21″ O | Wohn-/Wirtschaftsgebäude | 1745 wurde das Zweiständer-Hallenhaus unter einem Satteldach als Heuerhaus für den Hof Jürgen Meyer zu Broxten errichtet. | 47990124 | BW   |
| Im Schlingerort 7 52° 24′ 15″ N, 8° 9′ 19″ O      | Wohn-/Wirtschaftsgebäude | 1776 wurde das Zweiständer-Hallenhaus unter einem Satteldach als Heuerhaus für den Hof Düsterberg errichtet. Der Wirtschaftsgiebel kragt einfach vor.                                                                                              | 48039891 | BW   |
| Im Schlingerort 13 52° 24′ 16″ N, 8° 9′ 5″ O      | Wohn-/Wirtschaftsgebäude | 1777 wurde das Zweiständer-Hallenhaus unter einem Satteldach als Heuerhaus für den Hof Düsterberg errichtet. Wohn- und Wirtschaftsgiebel kragen jeweils einfach vor.                                                                               | 48039943 | BW   |
| Kuhdamm 2 52° 24′ 36″ N, 8° 8′ 40″ O              | Wohn-/Wirtschaftsgebäude | 1876 wurde das massive hallenhausähnliche Backsteingebäude unter einem Satteldach auf dem Hof Schnieder errichtet. | 48039989 | BW   |
| Lutterdamm 7 52° 25′ 10″ N, 8° 10′ 6″ O           | Wohn-/Wirtschaftsgebäude | Um 1800 wurde Zweiständer-Hallenhaus unter einem Satteldach als Heuerhaus für den Hof Vallhowe errichtet. Wohn- und Wirtschaftsgiebel kragen jeweils einfach vor.                                                                                  | 48040131 | BW   |
| Lutterdamm 11 52° 25′ 15″ N, 8° 10′ 22″ O         | Wohn-/Wirtschaftsgebäude | Um 1820 wurde das Zweiständer-Hallenhaus unter einem Satteldach als Heuerhaus für den Hof Niehaus errichtet. Wohn- und Wirtschaftsgiebel kragen jeweils zweifach vor.                                                                              | 48040165 | BW   |
| Lutterdamm 33 52° 25′ 28″ N, 8° 12′ 14″ O         | Wohn-/Wirtschaftsgebäude | 1786 wurde das Zweiständer-Hallenhaus unter einem Satteldach als Heuerhaus für den Hof Terckhorn errichtet. Wohn- und Wirtschaftsgiebel kragen jeweils zweifach vor.                                                                               | 48076441 | BW   |
| Niewedder Weg 9 52° 23′ 45″ N, 8° 9′ 46″ O        | Wohn-/Wirtschaftsgebäude | Das Zweiständer-Hallenhaus wurde 1768 für den Hof Im Busche zum Hof Vlecke (Schoenberg) unter einem Satteldach errichtet. Der Wirtschaftsgiebel kragt zweifach, der Wohngiebel einfach vor.                                                        | 48040218 | BW   |
| Niewedder Weg 15 52° 23′ 49″ N, 8° 9′ 49″ O       | Wohn-/Wirtschaftsgebäude | Das Zweiständer-Hallenhaus wurde 1748 für den Hof Im Busche (jetzt Hof Holtkamp) unter einem Satteldach errichtet. Der Wirtschaftsgiebel kragt dreifach, der Wohngiebel zweifach vor.                                                              | 48040390 | BW   |
| Tiefer Weg 1 52° 23′ 34″ N, 8° 9′ 40″ O           | Speicher                 | Der zweigeschossige Fachwerkspeicher wurde Ende des 17. Jahrhunderts für den Hof Meyer-Holtkamp errichtet. | 48040730 | BW   |
| Tiefer Weg 2 52° 23′ 33″ N, 8° 9′ 40″ O           | Speicher                 | Der zweigeschossige Fachwerkspeicher wurde 1686 für den Hof Meyer-Holtkamp errichtet. | 48040846 | BW   |
| Vogtei 3 52° 23′ 13″ N, 8° 10′ 14″ O              | Wohn-/Wirtschaftsgebäude | Das Zweiständer-Hallenhaus wurde Mitte des 17. Jahrhunderts als Heuerhaus für den Hof Kriete (vormals Meyer zu Venne) unter einem Satteldach errichtet. Ein Umbau erfolgte 1824. Der Wirtschaftsgiebel kragt zweifach, der Wohngiebel einfach vor. | 42668211 | BW   |
| Voßhohle 5 52° 24′ 25″ N, 8° 8′ 41″ O             | Wohn-/Wirtschaftsgebäude | Das Zweiständer-Hallenhaus wurde 1732 als Heuerhaus für den Hof Stuckwisch unter einem Satteldach errichtet. Die Giebel kragen jeweils einfach vor.                                                                                                | 48041015 | BW   |

### Ehemalige Gruppe: Gut Vorwalde
Die Gruppe „Gut Vorwalde“ war eine Hofanlage mit einer parkähnlich gestalteten Umgebung. Mit dem Abbruch des Herrenhauses wurde allerdings der Denkmalwert insgesamt beseitigt. Die Gruppe hatte die ID 41898595.

| Lage                                      | Bezeichnung | Beschreibung | ID       | Bild |
| ----------------------------------------- | ----------- | --- | -------- | ---- |
| Engterstraße 1 52° 23′ 22″ N, 8° 9′ 24″ O | Herrenhaus  | Das einem Vierständer-Hallenhaus ähnliche Gebäude wurde 1786 errichtet. Die Wände sind aus verputztem Bruchstein. Ein Umbau erfolgte 1897. 2012 wurde das Gebäude abgebrochen und 2013 aus dem Denkmalverzeichnis gestrichen. | 41898611 | BW   |

### Ehemalige Baudenkmale
| Lage                                                        | Bezeichnung              | Beschreibung | ID       | Bild |
| ----------------------------------------------------------- | ------------------------ | --- | -------- | ---- |
| Grenzweg Venne (Stenshöhe) 52° 21′ 35″ N, 8° 8′ 58″ O       | Gedenkstein              | 1928 wurde der Findling mit der Inschrift „Stens-Höhe 1928“ in Gedenken an den Oberförster Gustav Stens (1862-1929), als dieser pensioniert wurde, errichtet. 2006 stellte das Landesamt fest, dass es sich um kein Baudenkmal im rechtlichen Sinne handele.                                                                                | 48041360 | BW   |
| Alter Damm 6 52° 24′ 11″ N, 8° 12′ 25″ O                    | Hofanlage                | Die Hofanlage Hachmann bestehend aus dem Wohn-/Wirtschaftsgebäude, das als Zweiständer-Hallenhaus aus der Zeit zwischen 1740 und 1750 stammt und 1904 umgebaut wurde, Stall und Backhaus mit Erdkeller, wurde wegen der Veränderungen seit 1986 nicht mehr im Denkmalverzeichnis geführt.                                                   | 47961831 | BW   |
| Am Strang 1 52° 23′ 3″ N, 8° 10′ 55″ O                      | Hofanlage                | Die kleine Hofanlage Möllmeyer aus dem 19. Jahrhundert mit Einfriedung und altem Eichenbestand wurde wegen der Veränderungen seit 1986 nicht mehr im Denkmalverzeichnis geführt. | 47987929 | BW   |
| Am Strang 5 52° 23′ 12″ N, 8° 11′ 39″ O                     | Wohn-/Wirtschaftsgebäude | Das Zweiständer-Hallenhaus wurde 1872 unter einem Satteldach errichtet. Um 1900 erfolgte ein Anbau aus Bruchstein. Nach einem Brand wurde das Gebäude 2019 aus dem Denkmalverzeichnis gestrichen. | 47290801 | BW   |
| Bergquerweg 11 52° 21′ 57″ N, 8° 9′ 30″ O                   | Wohn-/Wirtschaftsgebäude | Das Zweiständer-Hallenhaus wurde um 1820 unter einem Satteldach errichtet. Es wurde im Wesentlichen durch einen Neubau aus dem Jahre 1976 ersetzt und ab 1986 nicht mehr im Denkmalverzeichnis geführt. | 47988865 | BW   |
| Borgwedder Straße 52° 22′ 30″ N, 8° 9′ 9″ O                 | Wohn-/Wirtschaftsgebäude | Das Zweiständer-Hallenhaus wurde wohl Anfang des 19. Jahrhunderts als Heuerhaus für das Gut Borgwedde unter einem Satteldach errichtet. Wegen der Veränderungen wurde es ab 1986 nicht mehr im Denkmalverzeichnis geführt. Das Gebäude ist mittlerweile abgebrochen.                                                                        | 48074021 | BW   |
| Darpvenner Weg 9 52° 22′ 33″ N, 8° 10′ 22″ O                | Hofanlage                | Die Hofanlage Havekotte aus der Zeit um 1900 besteht aus Wohn-/Wirtschaftsgebäude, Scheune, Stall und Wagenschauer. Das Grundstück wird von einer Bruchsteinmauer und hohem Baumbestand eingefasst. Wegen der Veränderungen wurde die Hofanlage ab 1986 nicht mehr im Denkmalverzeichnis geführt. Das Gebäude ist mittlerweile abgebrochen. | 47989596 | BW   |
| Engterstraße 4 52° 24′ 0″ N, 8° 9′ 19″ O                    | Hofanlage                | Die Hofanlage Rottmann liegt an einer zum Kanal führenden Allee und ist mit einer Bruchsteinmauer begrenzt. Wegen der Veränderungen wurde die Anlage seit 1986 nicht mehr im Denkmalverzeichnis geführt. | 48038911 | BW   |
| Engterstraße 6 52° 24′ 10″ N, 8° 8′ 57″ O                   | Bleichhütte              | Das eingeschossige Fachwerkgebäude wurde um 1800 als Bleichhaus für den Hof Düsterberg unter einem Satteldach errichtet. Wegen Veränderungen wurde es ab 1986 nicht mehr im Denkmalverzeichnis geführt. | 48039060 | BW   |
| Engterstraße 10 52° 24′ 9″ N, 8° 8′ 36″ O                   | Backhaus                 | Das eingeschossige Fachwerkgebäude wurde um 1850 unter einem Satteldach errichtet. Da das Gebäude abgebrochen worden war, wurde es 2022 aus dem Denkmalverzeichnis gestrichen. | 48039558 | BW   |
| In der Wöste 20 52° 23′ 7″ N, 8° 11′ 35″ O                  | Hofanlage                | Die Hofanlage Rückin besteht aus Gebäuden, die zu Beginn des 20. Jahrhunderts errichtet wurden. Wegen der Veränderungen wurde die Anlage seit 1986 nicht mehr im Denkmalverzeichnis geführt. | 48000059 | BW   |
| Tölkhaus 1 (vormals Broxten 2a) 52° 22′ 29″ N, 8° 10′ 55″ O | Hofanlage                | Die gutsähnliche Hofanlage Tölkhaus wurde zwischen 1874 und 1882 errichtet. Wegen der Veränderungen wurde sie seit 1986 nicht mehr im Denkmalverzeichnis geführt. | 47988995 | BW   |
| Lutterdamm 2 52° 24′ 54″ N, 8° 8′ 53″ O                     | Scheune                  | Die 1685 errichtete Fachwerkscheune mit einer Längsdurchfahrt wurde von Damme aus hierher auf den Hof Kettler und Uhlenborg transloziert. Daher wurde sie seit 1986 nicht mehr im Denkmalverzeichnis geführt. 2019 wurde das Gebäude dann abgebrochen.                                                                                      | 48040049 | BW   |
| Lutterdamm 4 52° 25′ 19″ N, 8° 10′ 41″ O                    | Hofanlage                | Die zwischen einigen Laubbäumen und hinter einer Bruchsteinmauer gelegene Hofanlage Wiecke besteht aus dem Hauptgebäude, zwei Scheunen, einem Stall und einem Wagenschauer. Wegen der Veränderungen wird die Hofanlage seit 1986 nicht mehr im Denkmalverzeichnis geführt.                                                                  | 48040087 | BW   |
| Lutterdamm 10 52° 25′ 26″ N, 8° 12′ 53″ O                   | Wohn-/Wirtschaftsgebäude | Das Zweiständer-Hallenhaus wurde 1803 unter einem Satteldach auf dem Hof Tölckhaus errichtet. Wegen der Veränderungen wurde sie seit 2014 nicht mehr im Denkmalverzeichnis geführt. | 43467425 | BW   |
| Osnabrücker Straße 11 52° 22′ 37″ N, 8° 9′ 17″ O            | Wohn-/Wirtschaftsgebäude | Das Vierständer-Hallenhaus wurde als Heuerhaus 1890 unter einem Satteldach für den Hof Horstmann errichtet. Wegen der Veränderungen wurde es seit 1986 nicht mehr im Denkmalverzeichnis geführt. | 48078715 | BW   |
| Osnabrücker Straße 18 52° 22′ 46″ N, 8° 9′ 27″ O            | Wohn-/Wirtschaftsgebäude | Das Zweiständer-Hallenhaus wurde als Heuerhaus 1748 unter einem Satteldach für den Hof Horstmann errichtet. 1900 wurde es erheblich umgebaut. Wegen der Veränderungen wurde es seit 1986 nicht mehr im Denkmalverzeichnis geführt. | 48078888 | BW   |
| Osnabrücker Straße 20 52° 22′ 45″ N, 8° 9′ 20″ O            | Hofanlage                | Die Hofanlage Horstmann unter einem alten Baumbestand besteht aus dem Wohn-/Wirtschaftsgebäude, zwei Scheunen, einem Stall und einem Speicher. Wegen der Veränderungen wurde es seit 1986 nicht mehr im Denkmalverzeichnis geführt. | 48078995 | BW   |
| Osnabrücker Straße 22 52° 22′ 42″ N, 8° 9′ 25″ O            | Wohn-/Wirtschaftsgebäude | Das Zweiständer-Hallenhaus wurde als Heuerhaus 1893 unter einem Satteldach für den Hof Horstmann errichtet. Wegen der Veränderungen wurde es seit 1986 nicht mehr im Denkmalverzeichnis geführt. | 48079202 | BW   |
| Schlingheide 2a 52° 22′ 49″ N, 8° 8′ 45″ O                  | Wohn-/Wirtschaftsgebäude | Das Zweiständer-Hallenhaus wurde 1817 als Heuerhaus für den Hof Horstmann unter einem Satteldach errichtet. Wegen der Veränderungen wurde es ab 1986 nicht mehr im Denkmalverzeichnis geführt. | 48080057 | BW   |
| Schlingheide 13 52° 23′ 12″ N, 8° 7′ 46″ O                  | Wohn-/Wirtschaftsgebäude | Das massive Gebäude wurde auf dem Hof Tellmann unter einem Satteldach errichtet. Wegen der Veränderungen wurde es ab 1986 nicht mehr im Denkmalverzeichnis geführt. | 38518430 | BW   |
| Schlingheide 11 52° 23′ 13″ N, 8° 8′ 0″ O                   | Hofanlage                | Die Hofanlage Bünte wurde im 19./20. Jahrhundert errichtet. Wegen der Veränderungen wurde es ab 1986 nicht mehr im Denkmalverzeichnis geführt. | 48086082 | BW   |
| Schwarzer Moorweg 1 52° 24′ 22″ N, 8° 9′ 32″ O              | Wohn-/Wirtschaftsgebäude | Das Zweiständer-Hallenhaus wurde 1730 als Heuerhaus für den Hof Düsterberg unter einem Satteldach errichtet. Wegen der Veränderungen wurde es ab 1986 nicht mehr im Denkmalverzeichnis geführt. | 48040585 | BW   |